# 本傑明·迪斯雷利
第一代比更士菲伯爵本傑明·迪斯雷利，KG，PC，FRS（英語：Benjamin Disraeli, 1st Earl of Beaconsfield；1804年12月21日—1881年4月19日），英国保守党政治人物、作家和贵族，曾两次担任首相。他曾经和自由党代表人物威廉·尤尔特·格莱斯顿展开政治斗争，提出一国保守主义（又称“托利民主主义”）。迄今为止，他仍然是唯一一位犹太裔英国首相。他被认为是“封建社会主义”的代表人物之一。
迪斯雷利生于伦敦。他的父亲和教友发生争执后脱离犹太教。迪斯雷利也在12岁时受洗为圣公宗教徒。1837年，迪斯雷利在遭遇多次失败后，成功入选下议院。1841年，保守党上台执政，但是，新任首相罗伯特·皮尔爵士没有赋予迪斯雷利任何职位。1846年，皮尔提出废除《谷物法》，取消针对入口谷物的关税，遭到部分保守党党员反对，他因此带领追随者与保守党决裂。迪斯雷利在下议院猛烈批评皮尔。皮尔派脱离保守党后，保守党在议会内只余下几个有资历的党员，因此，迪斯雷利成为了保守党的重要人物，不过，不少人仍然厌恶迪斯雷利。德比勋爵在1850、60年代曾三次组成政府，在他执政期间，迪斯雷利曾经担任财政大臣和下议院领袖。他也在这段时间里，和自由党的威廉·尤尔特·格莱斯顿结为仇敌。
1868年，德比因病退休，迪斯雷利继任为首相，不过很快就因为败选下台。他此后一直充任反对党成员，直到保守党在1874年取得多数议席为止。他是维多利亚女王的好友，1876年获女王册封为比更士菲伯爵。迪斯雷利在第二个任期内，将集中力放在由于奥斯曼帝国缓慢衰落而引起的近东问题上面。迪斯雷利设法大量购入苏伊士运河公司的股票。1878年，他带领英国代表团在俄国战胜奥斯曼后参与柏林会议，成功制造了有利于英国的局面。他的对俄外交胜利使他跻身欧洲出色政治人物的行列。
虽然，公众欣赏迪斯雷利在柏林展现出的外交手腕，但是，往后的形势逐渐变得不利于保守党。阿富汗和南非的战事令他失去不少公众支持。他不愿在农业歉收、廉价美国谷物入侵的情况下恢复谷物法，触怒了英国农民。而格莱斯顿则发起了大规模的宣传，最终带领自由党在1880年大选中击败了保守党。迪斯雷利在此后的几个月里，一直带领保守党充任反对党。他在1826年以后都有创作小说。他在出版了最后一部已完成小说《恩迪弥翁》之后，就以76岁之龄病逝。

## 早年

### 童年
1804年12月21日，迪斯雷利于伦敦布卢姆茨伯里贝福德街（Bedford Row）国王街（King's Road）6号出生。他在家中排行第二，在男丁中排行第一。他的父亲是艾萨克·迪斯雷利（Isaac D'Israeli），是一个文学批评家，也是一个历史学家。而他的母亲则是玛利亚·巴塞维（Maria Basevi）迪斯雷利一家是经营生意的意大利塞法迪犹太人。迪斯雷利的祖父母、曾祖父母都生于意大利。迪斯雷利的祖父本杰明（Benjamin）在1748年离开威尼斯，迁居英国。迪斯雷利后来为自己的家世加上了浪漫色彩，称自己的父系祖先是西班牙和威尼斯的显赫人物。实际上，他父亲的家族并不显赫，而他母亲的家族却有不少重要人物，不过他本人并没有因此得益。对于迪斯雷利改写家史的动机，史学界的观点并不一致。伯纳德·格拉斯曼（Bernard Glassman）认为，他这样做是为了和英国统治阶层精英平起平坐。莎拉·布拉德福德（Sarah Bradford）认为，“他厌恶平凡，不能接受自己出身平淡无奇的中产阶级这个事实”。
迪斯雷利的兄弟姊妹有：莎拉（Sarah，1802 - 1859），拿弗他利（Naphtali，1807），拉尔夫（Ralph，1809 - 1898）和詹姆斯（James，1813 - 1868）。他与姊妹的关系比较亲密，与兄弟的关系则比较疏远。与他求学时期有关的资料并不多。他在六岁开始，以走读生身份入读伊斯林頓的妇孺学校（Dame School），记载他生平的作家写道，“在当时而言这是上流社会才能享有的教育”。约两年之后，他以寄宿生身份入读布莱克希斯（Blackheath）的约翰·波特加里神父学校（Rev John Potticary's School）。他在这间学校读书时，家中发生了改变他教育历程和毕生命运的事情：他的父亲脱离犹太教，并且在1817年7月开始，将四名子女陆续送到英国国教会受洗。
艾萨克·迪斯雷利从来没有认真对待对待宗教，不过他仍然是貝維斯馬克斯猶太教堂（Bevis Marks Synagogue）一个守规的教友。艾萨克的父亲老迪斯雷利是教堂的重要教友，相当虔诚；艾萨克在1813年和教堂管理人员发生争执时没有放弃信仰，大概就是出于对父亲的尊重。老本杰明在1816年逝世后，已经没有束缚的艾萨克又再和教友发生争端。这一次他随即退出了教会。艾萨克的事务律师朋友雪伦·特纳（Sharon Turner）说服了艾萨克改宗，因为他和他的子女如果没有正式的宗教信仰就会遇到很多困难。1817年7月31日，时年12岁的小本杰明受洗时特纳就是他的教父。
改信基督教后，迪斯雷利得以发展政治事业。19世纪初的英国反犹程度不深，自1770年萨姆森·吉迪恩（Samson Gideon）入选下院以来，一直有不少犹太人成为议员。但是，在1858年之前议员都要以“基督徒的真正信仰”起誓，因此犹太人至少要在表面上改宗。没有证据显示他在受洗时已经产生了有了进入下院的雄心，但毫无疑问的是他怨恨父母没有将他送到溫徹斯特公學。溫徹斯特是英國最顯赫的公學之一，不斷為政治精英提供生力軍。他兩個幼弟都在此处就读，而他父亲不将他送到这里的原因就不太清楚。迪斯雷利认为他的母亲作出了如此决定。布拉德福德估计“本杰明脆弱的健康和明显的犹太特征可能有一些影响。”迪斯雷利的父母为他选了埃利泽·科根（Eliezer Cogan）在沃尔瑟姆斯托海厄姆希尔（Highham Hill）开办的学校。1817年秋季，他入读这间学校。后来他回忆道：
我在科根博士开办的学校读了两三年书。科根博士是著名的古典希腊文学者，曾为布洛姆菲尔德主教的埃斯庫羅斯悲剧编写注脚，而且自己也是諾斯底主義诗作的编辑。离开学校后，我在家乡随一个严格的私人教师学习了古典文学两年。我甚至以肤浅的学识编辑了忒奥克里托斯的田園詩。这件作品有私下印刷。这是我第一次出版书籍，幼稚地卖弄学问。

### 1820年代
1821年11月，迪斯雷利在19岁生日前到伦敦市事务律师行斯温、史蒂文斯、梅普尔斯、皮尔斯和亨特公司（Swain, Stevens, Maples, Pearse and Hunt）签约担任做学徒。艾萨克的朋友T·F·梅普尔斯（T F Maples）不但是本杰明的雇主，也是他预期中的岳父：艾萨克和梅普尔斯考虑过后者的独女和本杰明结为连理的可能性。不过，本杰明和梅普尔斯的女儿最终只发展出友情，没有发展出爱情。律师行生意的规模可观，获利颇丰，为迪斯雷利作传的R·W·戴维斯（R W Davis）观察到，“许多父亲都梦想自己的子弟能在此处担任这种既稳定又体面的职位”。虽然，按照罗伯特·布莱克（Robert Blake）、布拉德福德等人的说法，这一职位并不合符迪斯雷利浪漫、充满雄心的性格，但是，迪斯雷利的表现据说仍然令人满意。他声称自己在这段时间获益良多。他回忆道，“我虽然想进入议会，但我仍然有所顾忌。我父亲一直不想我成为他童年时最著名的事务律师兼议员菲利普·卡尔特雷·韦勃（Philip Carteret Webb）。认为我在朋友的律师行里面任职两三年是浪费时间，是错误的想法。我经常这样想：虽然我也想进入大学，但是我在律师行的那段时间也是有价值的。”

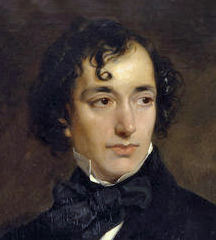
绘于1852年的想象图 - 青年迪斯雷利

进入律师行工作那一年，迪斯雷利将姓氏的拼写方法由“D'Israeli”改为“Disraeli”。传记作家伯纳德·格拉斯曼（Bernard Glassman）猜测他这样做的目的是避免他人混淆他和他父亲。迪斯雷利的兄弟姊妹都改用这种姓氏拼寫，而他的父母的名字则保持原样。
1824年夏季，迪斯雷利与父亲一起游览比利时和莱恩河峡谷（Rheintal）。他后来写道，就在这时，他萌生了退出律师行的想法：“顺着河水而下时，我下定决心不做律师。”返国后他离开了事务律师行，接纳梅普尔斯的建议，以取得讼务律师资格为未来的目标。他入读林肯律师学院，先后于舅父Nathaniel Basevy和本杰明·奥斯丁（Benjamin Austen）的办公室任职。后者说服了迪斯雷利的父亲，让他相信迪斯雷利永远都做不了讼务律师，并且允许迪斯雷利发展文学事业。迪斯雷利起初试探了一下：1824年5月，他将一份手稿交给父亲的朋友 - 出版商约翰·默里（John Murray）。不过，他在默里决定是否出版他的著作之前就取回了手稿。退出法律界后，迪斯雷利曾为默里工作，不过，他的精神主要集中在股票交易而不是文学创作上面。
当时的股票市场出现了投资南美采矿公司的热潮。西班牙南美殖民地在发动叛乱后取得了独立。英国政府在喬治·坎寧的敦促之下，相继承认了这些新国家。迪斯雷利在举债投资时结识了牵起热潮的重要人物 - 金融家J·D·波尔斯（J D Powles）。迪斯雷利匿名编写了三份小册子，以宣传他的公司。小册子由同樣加入熱潮的默里出版。
默里在前些时间起，就想办一份晨报与《泰晤士报》竞争。1825年，他受迪斯雷利说服决定将之付诸现实。结果，《代表报》（The Representative）就此诞生。新报既宣传南美采矿公司，也宣传支持投资活动的政治人物，特别是坎寧。迪斯雷利的投入震撼了默里，不过他未能说服著名作家约翰·吉本森·洛克哈特（John Gibson Lockhart）担任报社的编辑。迪斯雷利失败后，默里出于不满，不再允许他插手报社的事务。报社在六个月后就宣告结业。一部分原因是1825年末股票市场泡沫破灭，另一部分原因是“编辑差劣”。
市场泡沫破灭给迪斯雷利带来了灾难性的后果。到了1825年6月，他和他的生意伙伴已经损失了7,000英镑。他的债务到了1849年才还清。因为贫穷、渴望向默里等轻视自己的人复仇等等原因，他重新开始写作。当时有一种十分流行的小说体裁，称为“银叉小说”（Sliver-fork fiction），这种小说通常匿名出版，内容以描绘贵族生活为主，非常受渴望高攀的中产阶级欢迎。而迪斯雷利在1826年至1827年间匿名出版的作品《维维安·格雷》（Vivian Grey）就是这种小说。这是他第一部小说，分为四卷，几乎不加掩饰地重述了代表报的故事。小说的销量甚佳，不过，它冒犯了很多有影响力的人物。他的作品出现了不少错误，令他的真实身份 - 仍未进入上流社会的23岁青年表露无遗。评论家就这些错误，对作品和作者本人作出了尖锐的批评。而默里和洛克哈特这两个文坛的重要人物也感到迪斯雷利利用了他们对他的信任。迪斯雷利否认他们的说法，不过，众多后世的传记作家也持有和默里、洛克哈特一样的观点。迪斯雷利在小说的后继版本中修改了自己的措辞，避免作出太过尖锐的讽刺。不过，这个事件对他声誉所造成的负面影响持续了很长一段时间。
为他作传的乔纳森·帕里（Jonathan Parry）称，他在贫穷、批评的双重打击下，出现了四年的精神问题：“他以往一直都是易怒、敏感、孤僻的人，现在变得抑郁而迟钝。”这时迪斯雷利仍然和家人一起住在伦敦。不过，他父亲艾萨克后来接受了家庭医生的建议，将一家人先后带到乡间和海边居住。迪斯雷利一直和家人居住到他想拓宽眼界为止。

### 1830年代
1830年，迪斯雷利與妹妹的未婚夫威廉·梅雷迪特（William Meredith）一起到南歐旅遊。前一年他出版了另一部描繪上流社會生活的小說《年輕的公爵》（The Young Duke），得到了部分旅費。旅行還未結束，1831年7月，梅雷迪特就突然在開羅感染天花病逝。
雖然在旅程中遇到如此悲劇，並且染上了性病，但是迪斯雷利仍然覺得自己增長了見識。用帕里的話來說，他變得“重視狹窄國人不接受的價值。在行程中，他的自我意識變強，也變得更加認同道德相對主義，並且對東方種族和宗教有了更加濃厚的興趣。”布萊克認為遊歷南歐是迪斯雷利人生中最重要的經歷之一：“旅程給迪斯雷利留下的印象終其一生都沒有磨滅。這個印象影響了他日後對許多問題 - 尤其是東方問題所持的態度。這一印象也給他的許多部小說增添了色彩。”
回國後，迪斯雷利寫了兩部小說。第一部小說《孔塔里尼·弗萊明》（Contarini Fleming）幾乎就是他的自傳，其副標題就是“一部精神自傳”。書中的英雄，性格有互相沖突的元素：既有北歐的血統，也有南歐的血統；既是一個浪漫的藝術家，也是一個大膽行動的人。如帕里所述的那樣，小說以政治注腳結尾， 展現了歐洲“原則由封建到聯邦”的進步過程。次年出版的第二部小說《阿爾洛伊歷險記》（The Wondrous Tale of Alroy）則描繪了一個中世紀猶太人在小猶太國家和大多族群國家之間進行抉擇時所遇到的困難。
兩本小說出版後，迪斯雷利宣布“不再寫有關自己的作品”。1832年，他在《改革法令》掀起巨大政治危機時，將注意力轉向政治界。他撰寫了一份反輝格黨的小冊子《英國和法國：或內閣戀法病的療法》（England and France: or a cure for Ministerial Gallomania），由約翰·威爾遜·克羅克（John Wilson Croker）編輯，默里出版。迪斯雷利加入托利黨的決定，令他的親屬朋友都感到奇怪，因為他們都以為他是激進分子（Radical）。不過，他的確向默里表示過，他反對克羅克的極端托利派（High Tory）觀點，表示“我不會寫出不利改革總體措施的文字。”而且，在小冊子出版時，他還在參加海威科姆激進分子的競選活動。
迪斯雷利當時的政治觀點受到他叛逆的傾向和成名的欲望所影響。那時英國的政壇由貴族階層成員主宰，只有少數幾個平民擠入權力核心。輝格黨衍生至推動國會通過《1689年權利法令》的貴族聯盟，有部分輝格黨黨員不但是聯盟成員的精神繼承者，也是他們的後嗣。托利黨支持國王與教會，阻礙政治改革。主要來自北部選區的一小群激進分子是持續改革的最堅定推動者。1830年代初，托利黨和他們所維護的利益似乎必將失敗。但是，另一大黨輝格黨對迪斯雷利來說又是一個令人厭惡的組織：“托利主義日薄西山，但我又不能屈尊加入輝格黨。”1832年，他兩次在大選中都以激進分子身份參選海威科姆國會議員均未獲成功。
迪斯雷利既接受了一些激進份子的政策 - 如改革選舉制度，也接受了部分托利黨的觀點 - 如實行保護主義政策。他開始進入托利黨的圈子。1834年，弗朗西斯·賽克斯爵士（Sir Francis Sykes）的妻子亨利埃塔·賽克斯（Henrietta Sykes）向前任大法官林德赫斯特勳爵（Lord Lyndhurst）介紹了迪斯雷利。當時已經與林德赫斯特有一段戀情的亨利埃塔與迪斯雷利開始了另一段感情。迪斯雷利和林德赫斯特馬上對對方產生了好感。林德赫斯特喜歡毫無顧忌地講閑話，參與陰謀，與迪斯雷利意氣相投。後者成為了他的秘書兼中間人。1835年，迪斯雷利最後一次以激進分子身份在海威科姆參選議員，再次遇到失敗。
1835年4月，迪斯雷利以托利黨黨員身份參加湯頓（Taunton）議員補選。愛爾蘭議員丹尼爾·奧康奈爾受媒體誤導，誤以為迪斯雷利在競選時詆毀了他，向迪斯雷利展開了直接的攻擊，稱迪斯雷利：
是無恥之徒...為了契合情形，在兩次受人民唾棄後成為保守黨黨員。他擁有成為叛徒的所有先決條件：自私、墮落、缺乏原則等等，因此他可以隨心所欲的進行投機。他的姓氏顯示出他有猶太血統。他不以這一點來批評他。世上有很多值得尊敬的猶太人。但是，猶太人也和其他人種一樣，有一些道德低下令人惡心的人。而我認為迪斯雷利先生是當中最惡劣的人。
《泰晤士報》詳盡報導迪斯雷利的還擊 - 他既要求與奧康奈爾的兒子決鬥，又說他會銘記這股不可磨滅的仇恨。他甚至稱奧康奈爾的支持者“如王侯一樣壓榨狂熱饑餓的奴隸以取得收入”。因為這場紛爭，公眾首次注意到迪斯雷利，這令他非常滿足。時任議員亨利·拉布歇雷（Henry Labouchere）最終保住了議席，不過，即使是在湯頓這麽一個傾向輝格黨的選區，他得票也只比迪斯雷利多170票。迪斯雷利的優秀表現令他踏入通往議會的道路。
迪斯雷利受林德赫斯特鼓勵，開始揮筆宣傳托利黨。1835年12月，他出版了《英國政制辯護》（Vindication of the English Constitution）。小冊子以公開信的形式撰寫，在布拉德福德的眼中，概括了他終生堅持的政治思想。他說明了仁慈貴族政府的價值、政治教條的可惡和托利主義進行現代化的需要。次年，他在《泰晤士報》上以兰尼米德為筆名，发表了一系列文章，以諷刺當時的政治。他諷刺的包括整體的輝格黨、單獨的輝格黨黨員、愛爾蘭的民族主義者和政治舞弊的現象。其中一篇文章以此結尾：
因此，英國在識破了放盪的寡頭主義者、野蠻的宗派主義者和他們買賣議席的世襲貴族頭領的卑鄙陰謀後得到了新的力量。因此，除了輝格黨寡頭主義者、他們的奴隸 - 不信國教者和他們的主人 - 愛爾蘭僧侶之外，整個國家的人目前在上議院都有代表者。輝格黨黨員在同時間吵嚷稱國家出現了沖突。的確，國家出現了衝突，但不是上議院和人民之間的衝突，而是官員和政治之間的衝突。
迪斯雷利完全進入了托利黨陣型。1836年，他入選托利黨卡爾頓會（Carlton Club），並且為托利黨社交活動首要女主持人倫敦德里勳爵夫人（Lady Londonderry）所接受。1837年6月，威廉四世駕崩，由年僅18歲的侄女維多利亞繼位，國會解散。迪斯雷利接受卡爾頓會的建議，在接下來的大選里以托利黨黨員身份競逐議席。

## 国会

### 后座议员
迪斯雷利在1837年7月的大选里面取得了梅德斯通（Maidstone）的下议院议席。取得梅德斯通第二个议席的人，同样是托利党党员，名为温德姆·刘易斯（Wyndham Lewis）。他在选举中帮助了迪斯雷利进行宣传，不过，他随后在次年逝世。同年迪斯雷利出版了以他和亨利埃塔间的感情为基础的爱情故事、社会喜剧亨利埃塔·坦普尔（Henrietta Temple）。因为亨利埃塔又有了另一个情人，令他十分伤心，所以他在1836年末在亨利埃塔断绝了关系。他在同一时期出版的另一本小说是维尼夏（Venetia），是一部为赚钱而写的爱情故事，主角的原型是雪莱和拜伦。
迪斯雷利在1837年12月7日发表了首次演说。他在演说中尖锐地批评奥康奈尔的演说“冗長、散漫、杂乱”。奥康奈尔的支持者立即高声责骂他。经过不被看好的起点后，迪斯雷利在整个会期都保持了低调。他是领袖罗伯特·皮尔爵士及其政策的忠实支持者。不过，他和大部分托利党党员不同的是，他对宪章运动有个人同情。

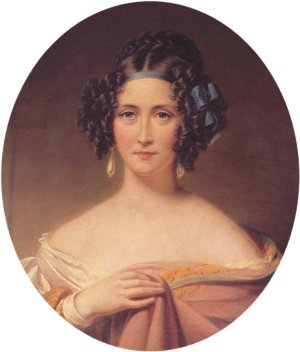
19世纪20、30年代的玛丽·安妮·刘易斯

1839年，迪斯雷利迎娶温德姆·刘易斯的遗孀玛丽·安妮·刘易斯（Mary Anne Lewis）。玛丽比迪斯雷利年长十二年，但都有一笔5,000英镑的稳定年收入。大部分人都认为他结婚的动机是出于物质考虑，不过，两人珍爱对方，婚姻关系一直都十分融洽。“迪齐娶我是为了钱”，她后来说，“不过，如果事情重新再来一次的话，他会为了爱娶我。”
因为保住梅德斯通议席的耗费太高，迪斯雷利设法取得了什鲁斯伯里（Shrewsbury）的托利党提名。随后他在1841年大选中参加该区的议员选举，虽然遇到了重重困难，但是仍然取得了成功。辉格党在大选中遭遇痛击，皮尔上台执政。迪斯雷利希望取得内阁级职位，却未能如愿以偿。虽然他对被人留在后座的安排感到失望，但是他仍然在接下来的两年支持皮尔，专攻外交事务和国际贸易，企图得到上述问题的专家名声。
迪斯雷利虽然是一个托利党党员，但是也认同宪章运动的目标，主张建立土地贵族和工人阶级的联盟，以对抗势力不断扩大的中产阶级商人、企业家。1842年，他因为在辩论中击败了可畏的辉格党政治人物巴麦尊勋爵而广受赞誉。随后，由新晋托利党理想主义党员组成的团体青年英格兰（Young England）接纳了他。团体成员认为，地主应该运用自己的能力保护穷人，以免他们受到中产阶级商人剝削。
在多年的政治生涯里，迪斯雷利都希望在父爱主义托利党和激进分子之间打造联盟，但他的愿望一直未有实现。在《1867年改革法令》通过之前，工人阶级都没有投票权，政治力量薄弱。虽然他在私下里和兰开夏郡工业家、激进分子领袖约翰·布莱特（John Bright）建立了友谊，但是他一直未能说服布莱特为政治前途放弃独特立场。迪斯雷利曾在1852年邀请布莱特共建联合政府，不过后者不为所动。
迪斯雷利逐渐成为皮尔政府的尖锐批评者，经常在各种问题上采取与党魁相反的立场。在1845年的梅努斯补助金事件（Maynooth Grant）、1846年的废除谷物法争议之中，他都和皮尔采取了不同的立场。梅努斯补助金事件导致了贸易委员会主席威廉·格莱斯顿辞职。谷物法的目标是通过对入口谷物征收关税的方式保护英国农民，不过这样做人为提高了面包价格。皮尔主张废除谷物法，因为降低谷物价格会舒缓国内穷人 - 尤其是爱尔兰大饥荒灾民的困境。
1846年1月，自由贸易主义者和保护主义者围绕谷物法废留问题展开的斗争是国会的焦点。保护主义托利党党员的领袖是迪斯雷利和乔治·本廷克勋爵（Lord George Bentinck）。称为“皮尔派”（Peelites）的自由贸易主义托利党党员和激进派、辉格党结成了联盟，推动国会废除法例。托利党因此分裂：皮尔派和辉格党越走越近，而保住主义派则成为了新的“保守党”，由迪斯雷利、本廷克和斯坦利勋爵所带领。
托利党分裂一事对迪斯雷利的政治生涯有深远影响：几乎所有有担任官职经验的党员都追随了皮尔，令托利党出现了领袖空缺。用布莱克的话来说，是“发现自己几乎是唯一一个演讲能力足以担起领袖重担的人。”第八代阿蓋爾公爵喬治·坎貝爾说他就好像“战场上一个的中尉，上级非死即伤”。如果托利党这时能够得到足够的选民支持，他就能马上身居要职。不过，如果托利党能够组成政府的话，他就只能任命一些毫无经验的人为阁员，这些人既没有动力在下议院发言，也在私下对他抱有敌视态度。不过迪斯雷利没有得到组成政府的机会 - 因为托利党分裂后政府很快倒台，为辉格党所取代，在1852年托利党才重新执政。而到了1874年，下议院保守党才重新占有优势地位。

### 托利党领袖
皮尔成功废除了谷物法，不过很快就因为爱尔兰问题被政敌联手击败。他在1846年6月辞去首相一职。托利党当时仍然处于分裂状态，所以女王任命約翰·羅素伯爵为新首相。迪斯雷利在1847年大选中参加白金汉议员选举，取得成功。选举过后，保守党虽然占有优势，但是他们之间的深层次分歧令罗素得以维持管治。下议院的保守党由本廷克担任领袖，而上议院的保守党则是斯坦利担任领袖。
1847年，本廷克因为一件政治危机辞职，而迪斯雷利则在事件中显示出和所属政党的意见分歧。萊昂內爾·德·羅特希爾德在同年的大选中取得了伦敦市的席位。因为他是一个犹太教徒，所以他拒绝以基督徒身份宣誓。他因而无法取得席位。为了让犹太教徒也可以入选国会，接替皮尔担任首相的辉格党领袖约翰·罗素勋爵在下院提出修改誓言的法令。
迪斯雷利支持执政党提出的法令，称基督宗教“完全是犹太教”，质问下院议员，“如果你们不信他们的犹太教，如何成为基督徒？”罗素和后来成为迪斯雷利对手的格莱斯顿都认为他这样做需要极大勇气。他的同僚大多不接受他的演说。托利党党员和国教会神职人员都反对这个法令。牛津主教塞缪尔·威伯福斯强烈反对这一法令，并且暗示他是要报酬帮助他上台的犹太人。后来加入托利党政府内阁的人，除了迪斯雷利之外都投票反对法令。当时还未入选议会的约翰·曼纳斯勋爵在1849年坚决反对罗斯柴尔德重新参加选举。本廷克发言支持迪斯雷利，并且为法令投了支持票，只是他的语气更为温和。法令最终未能通过。
纷争结束后，本廷克辞去领袖职务，为格兰比勋爵（Lord Granby）取代。很多托利党党员认为迪斯雷利的发言亵渎了他们的信仰，所以他未能成为新一任领袖。在党内发生斗争的同时间，迪斯雷利正设法和曼纳斯家族一起筹集资金，以购买位于白金汉郡的休恩登庄园（Hughenden Manor）。对于有抱负的托利党党员而言，一个乡间宅邸和一个郡的议席是必需品。迪斯雷利夫妇后来一直每隔一段时间就离开伦敦到休恩登居住。1848年9月21日，事情因为本廷克突然逝世而变得复杂。不过，迪斯雷利最后还是从他的兄弟亨利·本廷克勋爵（Lord Henry Bentinck）和蒂奇菲爾德勋爵处借得了一笔25,000英镑的贷款。
格兰比在担任领袖不到一个月就因为感到自己能力不足而辞职，下院托利党在剩下来的议期里面都没有领袖。新议期开始后，领导下院托利党的是格兰比、迪斯雷利和约翰·查尔斯·赫里斯（John Charles Herries）这个三头联盟。这一安排显示其他托利党党员既需要迪斯雷利的才能，又不信任他。这一局面最终在1851年因为格兰比辞职而结束。迪斯雷利掌控了托利党。

## 出任阁员

### 第一届德比政府

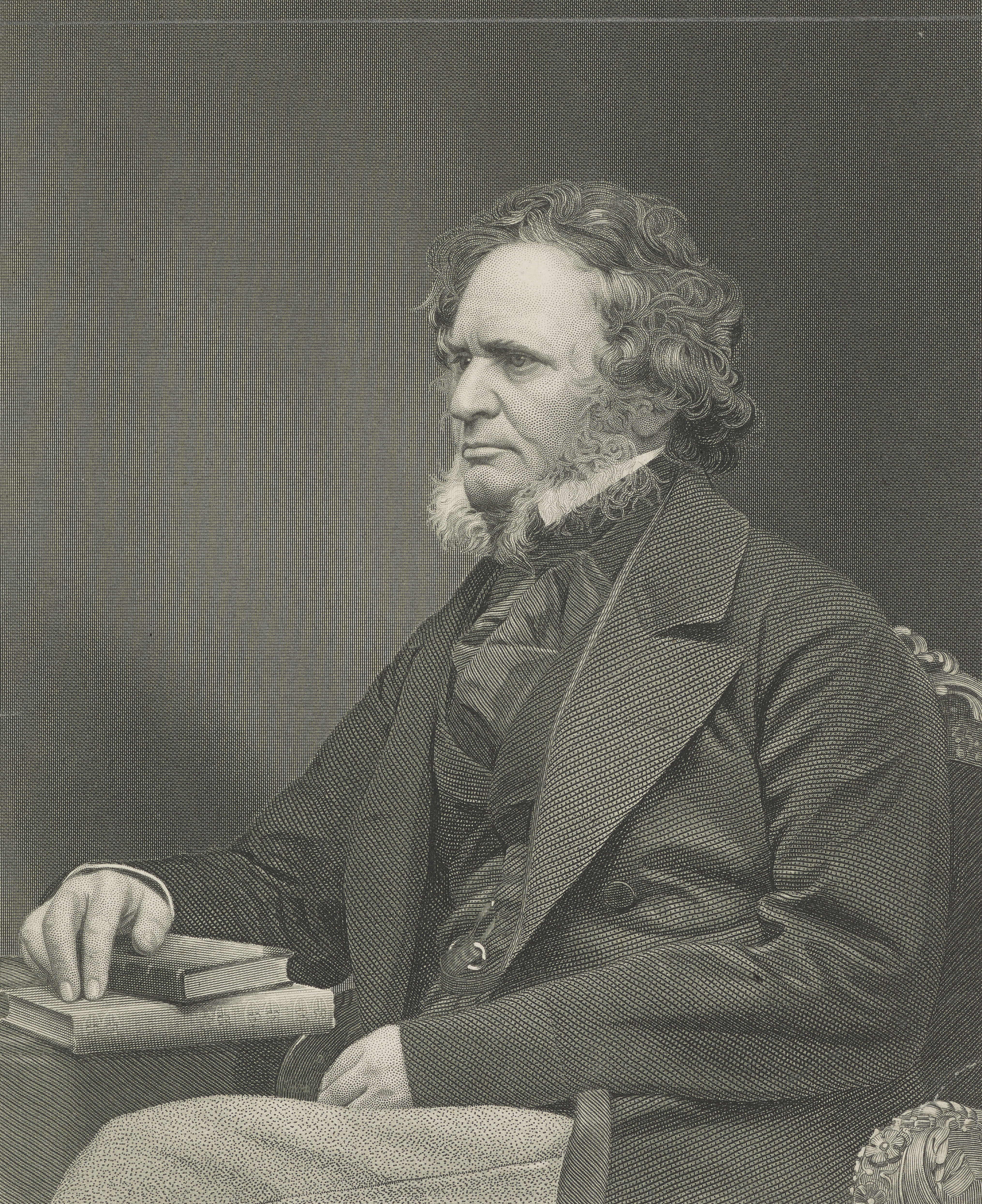
三任首相德比伯爵

1851年3月，约翰·罗素勋爵提出了一个平均乡间和市区选举权的法令。因为他的支持者有内部分歧，法令没有通过，他的政府因此倒台。女王委任斯坦利为新一任首相，不过，后者有感弱势政府作为不大，拒绝了任命。因此，罗素留任首相。迪斯雷利对此感到惋惜，因为他一直等待机会担任官职展示能力。斯坦利拒绝组成内阁的另一个原因是他认为他的追随者经验太少，“我不能将这些名字不送到女王眼前。”
1851年6月，斯坦利因为父亲逝世，继承了德比伯爵头衔。因为辉格党在1851年的下半年受到内部纷争削弱，所以国会余下的议期相对平静。被罗素开除的前内阁阁员巴麦尊勋爵决心采取行动令政府倒台。1852年2月4日，巴麦尊追随者和托利党党员联手否决了政府提出的民兵法令，迫使罗素辞职。德比为免名誉受损，接受了女王的任命出任首相。德比邀请巴麦尊为新一任财政大臣，但遭到对方拒绝，唯有转而任命缺乏财政管理知识的迪斯雷利为新财相。与巴麦尊一样，格莱斯顿同样拒绝加入政府。迪斯雷利接受职位的原因可能是负债累累的他受财相5,000英镑的年薪所吸引。新内阁的成员大部分都缺乏经验。年老的威灵顿公爵在听到官员名单后，不断说“谁？谁？”，无意间为新政府起了名字。
在接下来的数周里，迪斯雷利一直担任下议院领袖和财政大臣。他定期向女王汇报下院情况。女王称他的汇报“非常奇怪”，“很像他所写的书”。1852年7月1日，因为以弱势地位执政困难重重，德比宣布国会休会。他希望托利党会在接下来的大选中取得胜利，而迪斯雷利也希望托利党能取得大约40席的优势。不过，选举结果令他们大失所望无论是托利党亦或是辉格党都没有取得明显的优势。德比决定继续延长国会休会时间。
财政大臣迪斯雷利的任务是制定一个符合以下要求的预算案：预算案既要满足托利党保护主义支持者的要求，又要避免遭到自由贸易者联手反对。12月3日，他在下院引入预算案。他降低了麥芽和茶叶税，以减轻工人阶级负担。为了持平收入防备法国，迪斯雷利又倍加房产税，继续入息税。总体而言，他的目的是推行造福工人阶级的政策，争取他们的支持。虽然预算案没有太多保护主义的元素，但是在野党仍下定决心阻止他通过，并且将迪斯雷利拉下台，以报1846年之仇。西德尼·赫伯特（Sidney Herbert）预言预算案不会通过，因为“没有人会改宗犹太教”。

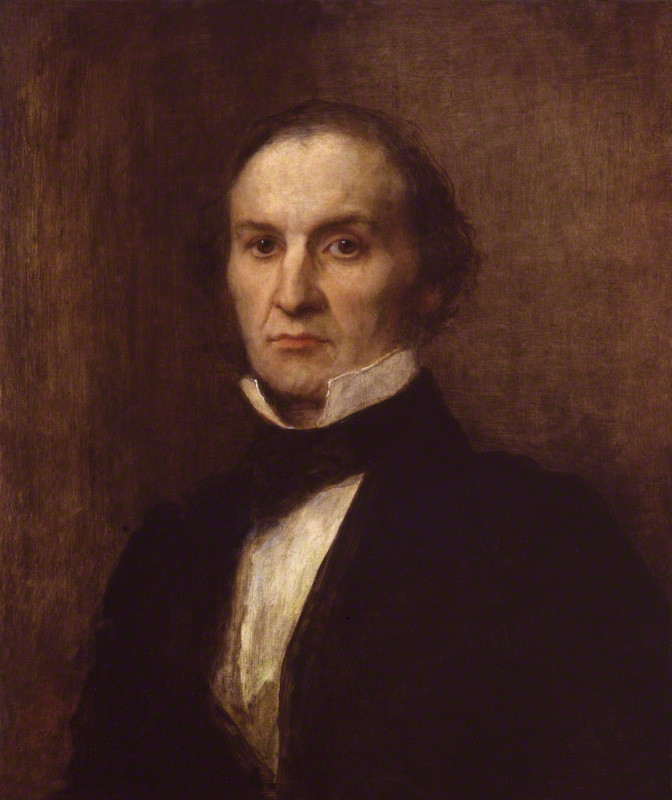
19世纪50年代的威廉·格莱斯顿

迪斯雷利在12月3日提出了预算案。他已准备好在同月6日按照传统为辩论结尾。政府惨败已经是意料之中的事情。迪斯雷利首先批评了单个的政敌，然后批评了整体的政敌，“我所面对的是一个联盟；...而我也知道，英国并不喜欢联盟”。他长达三个小时的演说很快成为经典之一。就在议员开始分化的时候，格莱斯顿起立，不顾托利党党员的呼声，愤怒地发表了一篇演说。不过，随着格莱斯顿慢慢控制了下院，打断他的声音越来越少。他在接下来的两个小时里，将迪斯雷利描绘成一个轻浮的人，将他的预算案描绘成颠覆传统的法案。预算案以19票之差无法通过，而德比也在四日后辞职。皮尔派成员阿伯丁伯爵随后组阁执政，新任财政大臣为格莱斯顿。因为皮尔派反感迪斯雷利，所以托利党不可能重新统一。

### 在野
政府倒台后，迪斯雷利等保守党党员再次充任在野党成员。他在44年的政治生涯里面，有三分之一的时间都身处在野党。德比在这段时间里面都不愿借机拉跨政府，避免上届政府迅速倒台的情况再度出现。他也知道现时的执政联盟都厌恶迪斯雷利。迪斯雷利在这一段过渡时期反对政府的所有重要政策。
1853年6月，牛津大学在德比勋爵的建议下，赋予迪斯雷利荣誉学位。1854年爆发的克里米亚战争令政界出现了一段时间的平静。迪斯雷利也发表了爱国演说支持国家。英国军队在战争中表现得相当笨拙。1855年，对战事感到不安的议员提出建立委员会协调军务。阿伯丁政府将提议选为信任动议。迪斯雷利带领在野党以305票对148票否决动议。阿伯丁辞职，女王邀请德比组成新政府。令迪斯雷利无奈的是，他拒绝了邀请。最后，女王唯有安排只愿担任首相的巴麦尊接替阿伯丁。形势在巴麦尊时期逐渐变得对英军有利。1856年初，战争因双方签订巴黎条约而结束。迪斯雷利虽然很早就已经发出结束战争的呼声，但是对时间没有太大的影响力。
印军在1857年哗变时，迪斯雷利已经是研究当地治理方法的专责委员会（Select committee）委员。他曾提出取消不列颠东印度公司在当地的管治权。叛乱结束后，巴麦尊在1858年引入法令，以直接管治印度。因为很多保守党党员都没有跟随迪斯雷利反对这一法令，所以法令在毫无阻力的情况下通过了下院。
巴麦尊对奥尔西尼事件（Orsini affair）的反应动摇了他的首相地位。法皇拿破仑三世在事件中被意大利革命份子用白金汉郡制造的炸弹袭击。巴麦尊在法国大使的请求下，在议会中提出修改谋杀罪（Conspiracy to murder）的条文，将制作炸弹列为重罪。因为很多自由党党员投向在野党一方，所以提议在二读时以19票之差被否决。巴麦尊立即辞职，德比勋爵接管政府。

### 第二届德比政府
德比没有和其他党派结盟，组成了完全由保守党党员组成的新政府。格莱斯顿再次拒绝加入内阁。迪斯雷利又再出任下议院领袖和财政大臣。和上次一样，德比政府处于弱势，要利用对手的分化保持执政。迪斯雷利重新向女王作定期汇报，让她了解“报纸没有报道的消息”。
德比政府执政时间不长，只有一年，不过却推行了一些进步的政策。他们所引入的《1858年印度政府法令》（Government of India Act 1858）取消了东印度公司的管治权。他们的成员迪斯雷利还提出修改成为两院议员的誓言，以确保犹太教徒也有机会加入议会。上院勉强通过了他的提议。1858年，萊昂內爾·德·羅特希爾德终于成为了第一个犹太教下院议员。
迪斯雷利和德比在内阁出现空缺后再度邀请在表面上仍然是保守党党员的格莱斯顿担任官员，以加强政府的力量。迪斯雷利亲自写信求他将政党利益置于个人恩怨之上：“虽然，每个人都有各自的职责，但是，在我们之上有一种比我们强大、可以安排我们命运的力量。”格莱斯顿在回信中表示，他拒绝邀请完全不是出于个人情感，他并且指出迪斯雷利和德比之间的分歧远比迪斯雷利想象中大。
托利党党员在1859年通过了一个改革，稍微扩大了选民范围。因为自由党修补了罗素阵型和巴麦尊阵型的关系，所以政府在1859年3月罗素提出一个修订案时被在野党击败。德比解散了议会，但是托利党在新一届大选中取得的席位仍不足以控制下院。新一届国会召开时，德比政府提出修订御座演说（Address from the Throne），为在野党所否决。他因此辞职，由巴麦尊接替。

### 在野；第三届德比政府
德比第二次倒台后，一些保守党党员认为迪斯雷利要对政党的失败负责，他们还认为迪斯雷利对德比不忠心。德比警告迪斯雷利，有人企图将他迫出前排。二十多年后担任首相的青年保守党议员罗伯特·塞西尔勋爵也参与了这个阴谋。他在文章中声称，迪斯雷利担任下议院保守党领袖降低了保守党的执政机会。当他的父亲表示反对他这么做时，他说：“我不过是将乡绅在私下里说的印出来而已。”

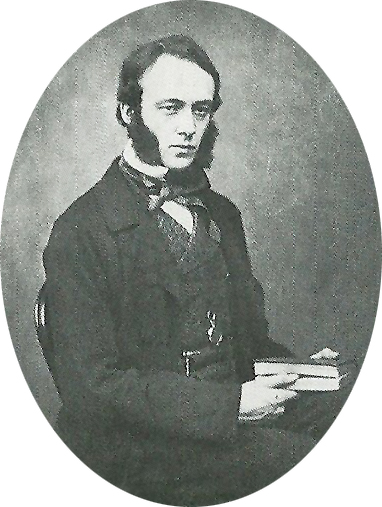
后来成为迪斯雷利盟友和继承人的罗伯特·塞西尔勋爵在19世纪60年代是他的劲敌

因为迪斯雷利领导的在野党软弱无力，所以德比私下里同意应该避免寻求机会击败政府的论调。迪斯雷利一直透过政府官员取得国内外的讯息。虽然他在公开场合甚少评论美国内战，但是他和大部分英国人一样推测南方会胜出。巴麦尊、格莱斯顿和罗素没有像他一样保持沉默，曾多次表明支持南方，令英美关系蒙上阴影。1862年，迪斯雷利首次见到了普鲁士伯爵奥托·冯·俾斯麦，并且说要“小心这个人，他说话绝无花假。”
因为托利党党员不满巴麦尊处理石勒苏益格-荷尔斯泰因问题的方法，所以两党休战在1864年结束。迪斯雷利在德比病重无法帮助他的情况下，仍然设法团结了政党。如果没有了叛逃缺席的托利党议员，巴麦尊就会因为议会通过不信任动议而下台。虽然有留言称已有八十岁高龄的巴麦尊健康出现了问题，但是他仍然是备受欢迎的人物，而自由党也在1865年7月的大选里面取得了更多席位。在托利党竞选失利后，德比推测他自己和迪斯雷利都不会再有机会执政担任官职。
1865年10月18日，巴麦尊逝世。事件打乱政治了政局走向，罗素再次成为了首相，而格莱斯顿则成为了侯任党首和下议院领袖，直接与迪斯雷利交锋。罗素早期的施政重点，是引入改革法令，不过，法令公布后自由党又再出现了分化。保守党和自由党异见派不断攻击格莱斯顿提出的法令，最终在6月击败了政府。同月26日，罗素辞职。因为自由党异见派不愿加入执政党，所以德比第三次被迫组成弱势政府，新财相仍然是迪斯雷利。1867年，保守党引入了另一个改革法令。势单力薄的迪斯雷利只能接受在野党修改法令，以换取他们对法令的支持——不过他拒绝接受格莱斯顿修改法令。
《1867年改革法令》最终在八月通过。法令赋予所有男屋主、租金达10英镑的男租客投票权，令选民人数增加88%即938,427人。法令也取消了居民人数少于10,000人的腐败选区，增设了15个此前没有代表议员的城镇选区，增设了人口密集的城镇选区如利物浦、曼彻斯特的代表议员。包括克蘭伯恩子爵在内的保守党右派反对这个法令。克蘭伯恩子爵不但发言反对法令，还辞职以示抗议，他称迪斯雷利的“政治背叛在我国议会历史里面无可比拟”。不过，他没有足够的能力发起叛乱推翻德比和迪斯雷利。迪斯雷利在法令通过后备受各界称赞，而且因为在保障法令通过的过程中，展现出“出色的议会手腕”，而成为党内的英雄。
德比因为患有通风长期卧床，无法处理政务。1868年2月新一届议期开始时，他在利物浦附近的府邸诺斯利堂（Knowsley Hall）养病。他只有68岁，比巴麦尊、罗素离开政坛时年轻得多，所以他不想辞职。德比知道“病魔侵扰会使我在不久的将来失去履行职责的能力”。医生要求他辞职保住健康。2月末新议期开始后，德比写信给迪斯雷利，以确认他在“附上更多责任时不会畏缩不前”。有了信心之后，他又向女王写信推荐迪斯雷利，因为“只有他能得到群众和党内同僚的忠心支持”。女王在怀特岛奥斯本楼邀请迪斯雷利组成政府。女王向长女——普鲁士储妃维多利亚写道：“迪斯雷利先生是新首相！这对于一个在人民间崛起的人来说，是多么值得骄傲！”新首相对前来祝贺的人说，“我爬到了滑杆的顶端。”

## 出任首相；在野

### 第一届政府
改革法令规定，在登记工作完成后，必须重新进行大选。如果保守党不能在大选中扭转形势，迪斯雷利的首个首相任期就会缩短。迪斯雷利对德比内阁只作了两个改动：以凯恩斯勋爵（Lord Cairns）代替切爾姆斯福德勋爵（Lord Chelmsford）担任大法官；以乔治·沃德·亨特（George Ward Hunt）填补财政大臣的空缺。德比也曾打算在时机成熟时赋予切爾姆斯福德闲职，将他调走。不过，迪斯雷利不想等待而且他认为凯恩斯远远胜过切爾姆斯福德。
在迪斯雷利首次担任首相时，议会在热议爱尔兰国教会问题。虽然绝大多数爱尔兰人都是天主教徒，但是新教仍然是当地的国教，其教会受直接税补助。天主教徒对这一情况相当不满。迪斯雷利和亨利·愛德華·曼寧协商在都柏林建立了一间天主教大学，以应对问题。同时间，格莱斯顿提出在爱尔兰取消新教的国教地位。格莱斯顿的做法团结了自由党，分化了保守党。
因为登记工作尚未完成，所以保守党继续执政。两党都不希望用旧制度举行新大选。格莱斯顿运用优势推动议会通过法令。迪斯雷利政府在12月的大选之后倒台。自由党在大选中取得了110席的优势。
第一届迪斯雷利政府存在时间虽然不长，但仍然引入了一些和政治无关的法令。这届政府取消了公开处决犯人的做法，用《腐败行为法令》（Corrupt Practices Act）很大程度上消除了选举舞弊的情况。政府还买下电报公司，实现了早期的国有化。除了修改学校法律和苏格兰法律体系之外，政府更引入了数个铁路法例。迪斯雷利在任内派出了罗伯特·纳皮尔爵士远征埃塞俄比亚。

### 在野党领袖；1874年大选

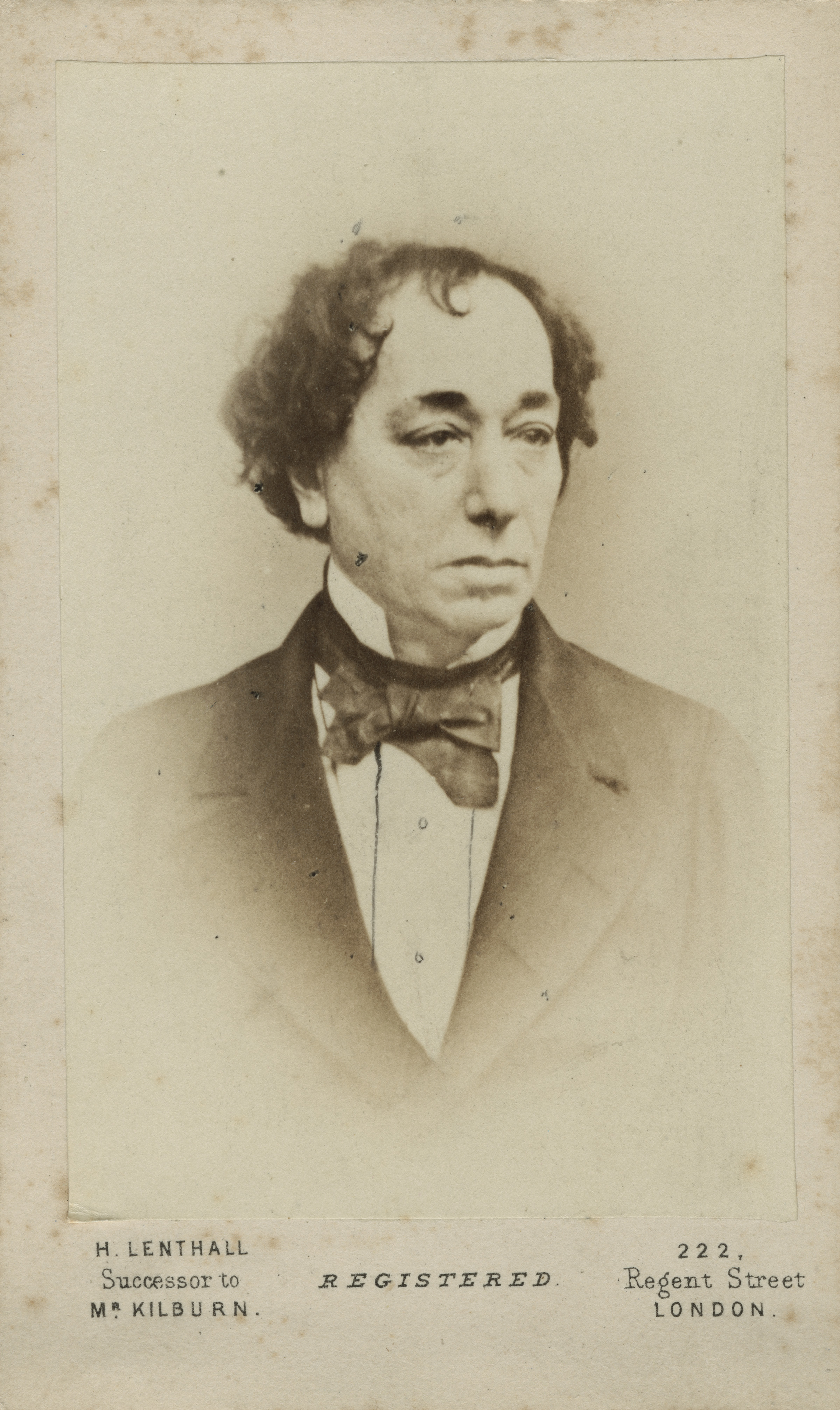
1870年左右的迪斯雷利

因为自由党在下议院具有优势，所以迪斯雷利能做的只有抗议政府推动立法程序。他在等待自由党犯下错误。他用在野的空闲时间下了一本新小说洛塞尔（Lothair）。前首相出版小说对英国民众而言是一件新鲜事，所以新小说被人争相抢购。
1872年，因为迪斯雷利无力挑战格莱斯顿，保守党内部出现了不同声音。迪斯雷利的行动和自由党的明显分化，消除了这些声音。迪斯雷利在出席同年的威尔士亲王康复感恩仪式上受到了欢呼，显示出他得到了民众的支持。迪斯雷利支持约翰·埃尔登·戈斯特（John Eldon Gorst）改革保守党管理体系。迪斯雷利接受戈斯特的建议，在曼彻斯特公众集会发表演说。他在一片欢呼声中将自由党前座议员比喻为“一系列休眠的火山。山顶丝毫没有火光。但是情况仍然危险。但地震还是会偶尔发生，大海也可能会发生轰鸣。”而格莱斯顿则主宰了局面，解决一个问题后又再遇上另一个问题。
维多利亚女王在迪斯雷利首次迁出唐宁街10号时册封了他的妻子玛丽·安妮为比更士菲女子爵。1872年，八十岁的玛丽·安妮因胃癌在12月14日病逝。她在弥留之际没有接受神职人员的建议归顺耶稣基督，说：“你知道迪齐就是我的耶稣基督。”她病逝后，一直对他好感的格莱斯顿也写信慰问迪斯雷利。
1873年，格莱斯顿进一步推动立法程序，准备在都柏林建立一所天主教大学。这个做法分化了自由党，保守党、爱尔兰天主教徒的联盟在3月12日以三票之差否决了他的提议。格莱斯顿辞职后女王邀请迪斯雷利出任首相。迪斯雷利婉拒了女王，因为他无意组成弱势政府，依靠在野党分化维持执政。他想继续在野，等待时机。备受丑闻缠绕的格莱斯顿政府改组了内阁，但无补于事，执政仍然困难重重。改组内阁时，格莱斯顿自己接替罗伯特·洛担任财政大臣，引来了不少质疑声音——在20世纪20年代之前，担任王室受薪官员的议员都需要参加补选。
1874年1月，格莱斯顿解散了议会以举行大选，他认为等得越久，选情就会越来越对他不利。投票为时两周，由2月1日开始。迪斯雷利用了很多精力贬低自由党过去五年执政的表演。投票结束后，保守党取得了明显的胜利。即使是在势力较小的苏格兰，保守党的席位也由七席增至19席。保守党在全国赢得了350席，而自由党和爱尔兰自治联盟（Irish Home Rule League）只取得了245和57席。女王第二次任命迪斯雷利为新首相。

## 再任首相
迪斯雷利组成了改革以来最小的内阁——只有12人，其中六人是贵族，六人是平民。贵族当中，有五人曾在迪斯雷利的第一届内阁中任职。第六名贵族是梳士巴利勋爵，他与迪斯雷利达成了和解，入阁担任印度事务大臣。外务大臣由前任首相德比的儿子担任；而财政大臣则由斯塔福德·诺思科特爵士担任。
1876年8月，迪斯雷利获封为比更士菲伯爵（Earl of Beaconsfield）和休伊登子爵。早在1868年，女王就提出过册封他为贵族，不过他婉拒了女王。1874年他在巴尔莫勒尔患病时，女王又再作出同样的提议，不过他不想离开下议院升入陌生的上议院。他在第二次担任首相时饱受疾病煎熬，曾考虑辞职，不过因为他的副手德比担心自己无力应付女王，所以他没有将想法付诸实践。升入上院对迪斯雷利而言是变相的辞职，因为那里的辩论不如下院激烈。迪斯雷利在1876年议期的最后一天即8月11日在下院徘徊观望了一阵才离开国会。第二天早上，报纸报道了他获封为贵族的消息。
比更士菲这一头衔除了是玛丽·安妮·迪斯雷利的子爵爵位名称之外，也是埃德蒙·伯克的伯爵爵位名称，不过伯克在接受头衔之前就已经逝世。比更士菲还是迪斯雷利小说維維安·格雷中的一个次要角色。迪斯雷利写过一些和升入上院有关的文字，1876年8月8日，他向布拉德福德勋爵夫人塞琳娜（Selina, Lady Bradford）写道：“我厌倦了那个地方[下院]”，不过当他人问他是否喜欢上院时，他回复道：“我是已死之人；已死但在乐土。”

### 对内政策

#### 社会改革
以内务大臣理查德·阿什顿·克罗斯（Richard Assheton Cross）为首的新政府官员推行了多项改革，当中包括向城市提供低息贷款兴建工人住宅的《手工业者及劳工房屋法令》（Artisan's and Labourers' Dwellings Improvement Act 1875）。新政府还引入了《1875年公共健康法令》（Public Health Act 1875），将全国的卫生标准提升到现代水平。类似的法令还有《食物及药物销售法令》（Sale of Food and Drugs Act）和《教育法令》（Education Act）。
迪斯雷利政府也订立了旨在保护工人权益的新《工厂法》（Factory Act）、允许和平罢工的《1875年合谋及财产保护法令》（Conspiracy and Protection of Property Act 1875）和允许工人在民事法庭起诉违约雇主的《雇主及工人法令》（Employers and Workmen Act）。因此劳工自由党（Liberal-Labour）议员在1879年向选区民众说：“保守党在这五年里面为工人所做的事多于自由党在过去五十年为工人所做的事。”

#### 教会及政府改革

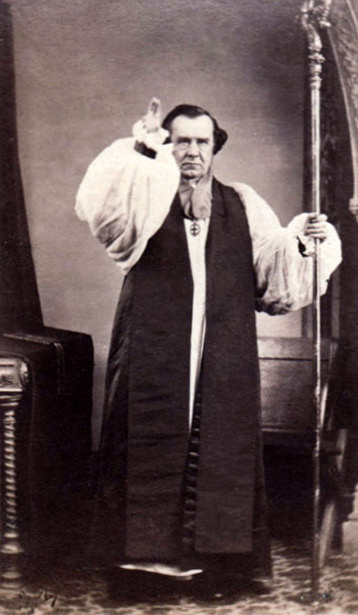
迪斯雷利没有将塞缪尔·威伯福斯任命为伦敦主教令他在1868年大选中失去了选票。

1870年女王按照格莱斯顿的建议发出了樞密令（Order in Council），将竞争性考试（Competitive examination）引入公务员录取程序，取代过往用人考虑政治因素的做法。迪斯雷利不同意格莱斯顿，不过没有取消樞密令，不过他的做法违背了他的想法。比如说他将原本是由公务员出任的职位分给党内的成员。他这么做是有整个党支持的，因为保守党已经三十年没有长期执政，党内的成员都渴望有薪职位。迪斯雷利为了扶持一个经济拮据党内领袖，不惜触怒格莱斯顿，创设了一个每年薪酬达2,000英镑的职位。不过，迪斯雷利在任内建议女王册封的贵族却少于格莱斯顿在任内建议女王册封的贵族——只有22个，其中一个还是皇室成员，而格莱斯顿在短短五年时间内就册封了37个贵族。
在教会职位方面，他也做了类似的安排，任命父亲的朋友的儿子悉尼·特纳（Sydney Turner）。出于政治原因，他反感除低教派（Low Church）以外的教派，只晋升低教会派的成员。因此他和女王发生了冲突，因为女王的亡夫阿尔伯特亲王比较支持广教派。其中一个极具争议的人事变动就在1868年之前发生。当时迪斯雷利勉强接受了女王的建议，用伦敦主教阿奇博尔德·泰特（Archibald Tait）填补坎特伯里大主教的空缺。此后迪斯雷利没有用受到不少人支持的前任温彻斯特主教赛缪尔·威伯福斯填补泰特空出的伦敦主教职位——相反他用了林肯主教（Bishop of Lincoln）约翰·杰克逊（John Jackson）填补空缺。布莱克认为他的做法令他失去而不是得到了选票。

### 对外政策
迪斯雷利一直都将外交视为政治人物最应重视和最有趣的事务。不过，布莱克认为他在上任时并没有如何推行外交政策的具体想法。迪斯雷利很少出国。年轻时去过中东旅游之后，他只在度蜜月和去巴黎时出国。迪斯雷利最后一次出国已经是1856年。因为他经常批评格莱斯顿在外交方面的无所作为，所以他采取行动时所想的可能是如何才能巩固英国在欧洲的地位。迪斯雷利第一次担任首相的时间太短，没有机会让他在展示外交手腕。

#### 苏伊士

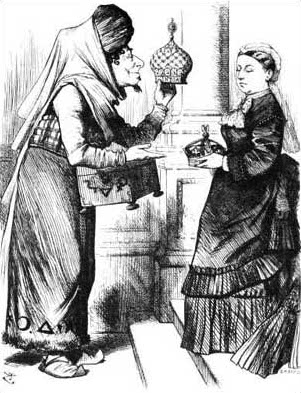
新冠換舊冠一圖表現了英國首相迪斯雷利像阿拉丁的啞劇版本中的首相賈方用新燈換舊燈一樣把維多利亞女王的王冠換成了皇冠。
迪斯雷利通过装腔作势的举动——如提出加冕维多利亚女王为印度女皇制造了帝国主义者的公众形象。

1869年开通的苏伊士运河将英国和印度之间的航程缩短了几个星期、几千公里。到了1875年，80%使用运河的船只都来自英国。如果印度再次爆发叛乱，或者是遭到俄国入侵，那么苏伊士将会成为节省时间的关键所在。因为运河是由法国人开凿的，所以大部分运河所有权和债券都归他们所有。不过，也有部分运河股份属于以挥金如土闻名的埃及赫迪夫伊斯梅爾帕夏。因为运河陷入了资金亏损的困境，所以修建者斐迪南·德·雷賽布企图提高收费改变局面。但是，赫迪夫以武力迫使了德赛布撤回提议，使迪斯雷利注意了这个事件。埃及赫迪夫的名义首领是奥斯曼苏丹。和克里米亚问题一样，苏伊士问题引发了更大的近东问题，令西方国家必须考虑如何处置日益衰落的奥斯曼帝国。运河落成前，英国和印度之间的贸易和通讯都要经过奥斯曼帝国，所以英国一直在尽力支撑奥斯曼抗衡俄国。如果君士坦丁堡落入俄国手中，英印通讯将会被切断，俄国舰只也将会自由无阻地驶入地中海。法国也有可能以叙利亚殖民地为基地威胁英国的航线。英国此前错过了购买股份的机会。
迪斯雷利在游历中东时曾到过苏伊士一带。担任首相后，为了显示出印度要道运河的英国利益，他派遣自由党议员内森·迈耶·罗斯柴尔德到巴黎打探雷賽布是否有意出售股份。1875年11月14日，《帕尔默尔报》（Pall Mall Gazette）的编辑弗雷德里克·格林伍德（Frederick Greenwood）从伦敦银行家亨利·奥本海姆（Henry Oppenheim）处得知赫迪夫计划将自己的股份卖给一间法国公司。格林伍德很快将这一消息转告给外交大臣德比勋爵。迪斯雷利从德比处了解到这一情况后，迅速采取行动。11月23日，赫迪夫表示愿意以10亿法郎出售股份。迪斯雷利没有向英格蘭銀行寻求帮助，反而向萊昂內爾·德·羅特希爾德借取贷款。罗斯柴尔德冒着交易可能不被议会批准的风险接受委托购买了股份。12月25日，双方在开罗签署了购买的合约。第二天股票就送到了英国领事馆。
迪斯雷利告诉女王，“完成了；女士，你拥有了运河！”公众视这个大胆行动为英国控制了海洋的大胆宣言。伊恩·马尔科姆爵士（Sir Ian Malcolm）说购买苏伊士运河是“迪斯雷利先生传奇生涯里面最为传奇的故事。”在接下来的几十年里面，保护通往印度的要道苏伊士运河，成为了英国外交政策的重点之一。后任外交大臣的寇松勋爵在1909年称运河“对英国远东和地中海南部的势力有决定性的影响”。

#### 王室名衔法令
维多利亚女王在迪斯雷利刚刚入选议会时对他很好奇，不过女王很快就因为他背叛皮尔而厌恶他。不过随着时间的流逝，女王的态度在迪斯雷利极力讨好下有所软化。他告诉马修·阿诺德，“人人喜歡奉承；當你走入宫廷，就應該手拿泥刀不斷粉飾”。记载迪斯雷利生平的作家亚当·基尔希（Adam Kirsch）认为迪斯雷利这样对待女王，部分原因是他想奉承君主，另一部分原因是他认为忠诚子民就应该这样对待君主，还有一部分原因是作为一个出身中产阶级的犹太人，他因为能够经常与君主见面而畏惧不安。迪斯雷利在第二次任相时和女王建立了深厚友谊。女王和他的关系是除了墨尔本勋爵之外的首相无可比拟的。迪斯雷利第二次担任首相时，在近代以来都有名无实的吻手礼（Kiss hands）上真的单膝下跪行礼。理查德·奥尔德斯（Richard Aldous）在描写迪斯雷利和格莱斯顿交锋的书中说，“两人在接下来的六年里为双方利益利用了之间的关系。”
维多利亚女王一直希望得到一个女（empress）头衔，以反映出英国版图正在不断扩张这一事实。她因为俄罗斯皇帝亚历山大二世的头衔比她高级而苦恼，因为长女維多利亞長公主的头衔在其丈夫继位后超越她而不安。她还认为成为女皇，等于向世界表明英国在世界上有不断加强的威望。在非正式的场合，人们为了表达对维多利亚的敬意，已经用女皇这个头衔称呼了她一段时间。现在她想正式获得这个头衔。女王说服了迪斯雷利引入王室名衔法令，并且私下向他透露她准备亲自主持国会开幕。当时的君主只有有求于议员时，才会亲身出席大典。迪斯雷利在试探了一些议员之后谨慎回应了女王，并且建议女王不要在御座演说（Queen's Speech）里面提及这个意愿。
迪斯雷利准备完成推动立法时的表现并不出色。他忽略了威尔士亲王和在野党的意见，结果激起了前者的怒火，引起了后者对他发动大规模攻击。迪斯雷利其中一个老对手——前财政大臣罗伯特·洛在下院辩论时指责迪斯雷利接受了两个前任首相都没有接纳的提议。不过，格莱斯顿立即表面他不是两者之一，而迪斯雷利也在女王的准许下，引用女王的说话表明她此前没有类似提议。作家布莱克称迪斯雷利“在演说中痛批洛，摧毁了他的政治事业”。洛为他的说话作出了道歉，此后他再也没有担任职位。迪斯雷利说在全伦敦的人当中，他只会不和洛握手，又说“他陷入了烂泥之中，我对他置之不顾。”
迪斯雷利带着担忧，勉强地将法令引入下院投票表决，不过结果出人意料地以75票的优势通过。法令正式生效后，维多利亚开始以“Victoria R & I”作为署名。奥尔德斯在著作中写道：“然而，不受欢迎的《王室名衔法令》动摇了迪斯雷利在下院的权威”。

#### 巴尔干及保加利亚问题

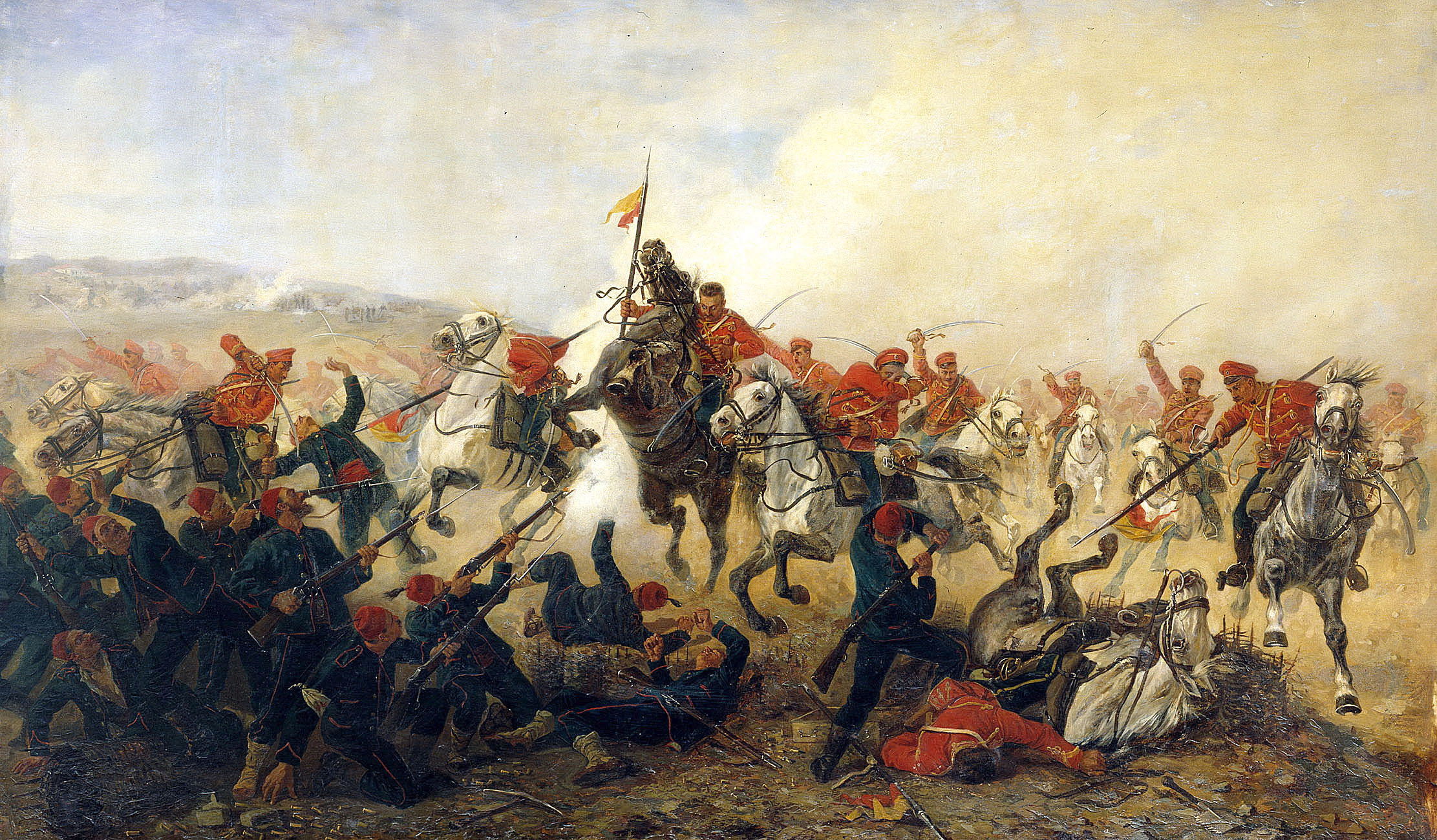
1877年俄土战争进行时在保加利亚爆发的战斗

1875年7月，波斯尼亚和黑塞哥维那的基督徒因为受到宗教迫害和残暴镇压，发动针对土耳其统治者的叛乱。次年一月，奥斯曼帝国苏丹阿卜杜勒-阿齊茲一世接受了匈牙利政治人物安德拉希·久洛的提议，同意进行改革。不过认为胜利在望的叛军没有因为苏丹作出让步而放下武器，而塞尔维亚和保加利亚的好战份子也加入了战斗。土耳其人残酷镇压了起义。和土耳其人暴行有关的消息传到英国时，迪斯雷利和德比在议会表示不相信它们。迪斯雷利称它们为“咖啡馆的蠢话”，并且表示指控土耳其施行酷刑都是不符合事实的，因为“东方人通常用更快捷的方式切断他们和犯人的联系。”
已经辞去党魁职务离开公众视线的格莱斯顿在了解到土耳其人在保加利亚的暴行之后极其愤怒，在1876年8月执笔迅速撰写了一本小册子要求施暴的土耳其人撤出保加利亚。迪斯雷利收到格莱斯顿送来的小册子之后，说小册子“充满报复性，文笔低劣···是所有保加利亚骇闻中最为骇人的一个。”格莱斯顿的小册子销量极佳，促使了自由党党员要求政府和奥斯曼帝国结束盟友关系。9月3日，迪斯雷利向梳士巴利勋爵写道：“如果没有这些不快的“暴行”，我们就能建立增添英国荣誉、满足欧洲大陆的和平。现在我们又要在新起点出发进行工作和控制失去了所有同情的土耳其。”虽然发生了如此的事件，但是迪斯雷利政策仍然向君士坦丁堡倾斜。
内阁将梳士巴利勋爵任命为英国代表，派遣他到土耳其出席在1876年12月和1877年1月举行的君士坦丁堡会议。会议召开前，迪斯雷利私下建议梳士巴利在会议上为英国争取军事占领保加利亚、波斯尼亚，以及取得土耳其陆军的控制权。梳士巴利忽略了迪斯雷利被历史学家安德鲁·罗伯茨（Andrew Roberts）称之为“可笑”的意见。最后与会的西方代表未能和土耳其人达成共识。
1877年2月议会开幕时迪斯雷利以伯爵身份升入了上院。他在整个议期内只在2月20日发表过一篇有关近东问题的演说，他在演说中表示各国必须维持巴尔干的稳定，而迫使土耳其割让领土并不会实现这个目标。他希望土耳其人能够允许英军占领某些战略重点作为英方与其签署和约的回报。他认为军事占领可以令俄国不敢轻举妄动，不过他的内阁同僚都倾向于瓜分奥斯曼帝国。就在迪斯雷利抱病和阁员辩论的时候，俄国在4月21日入侵土耳其发动了战争。

#### 柏林会议
1877年12月，攻入奥斯曼领土的俄军占领了保加利亚的战略重镇普列文。君士坦丁堡陷落似乎指日可待。俄国人的进展令部分英国人不再计较奥斯曼的暴行，要求政府介入战争帮助土耳其。另一部分英国人则希望俄国人取得更多进展。俄军攻陷普列文成为了各间报社几个星期内的重要新闻，在很多人看来迪斯雷利预言俄国人会威胁英国在地中海东部的利益的确属实。国民的沙文主义情绪增加了迪斯雷利的政治支持率，而女王为了表示支持他，也打破惯例到访他的乡间宅邸休伊登。政府在一片战争狂热中向议会申请6,000,000英镑拨款作为准备海陆军的军费。复出的格莱斯顿反对拨款，不过在这个问题上只有小半的自由党议员追随他。除了一些人认为迪斯雷利太软弱没有立即向俄国宣战之外，大部分人都支持他的政策。

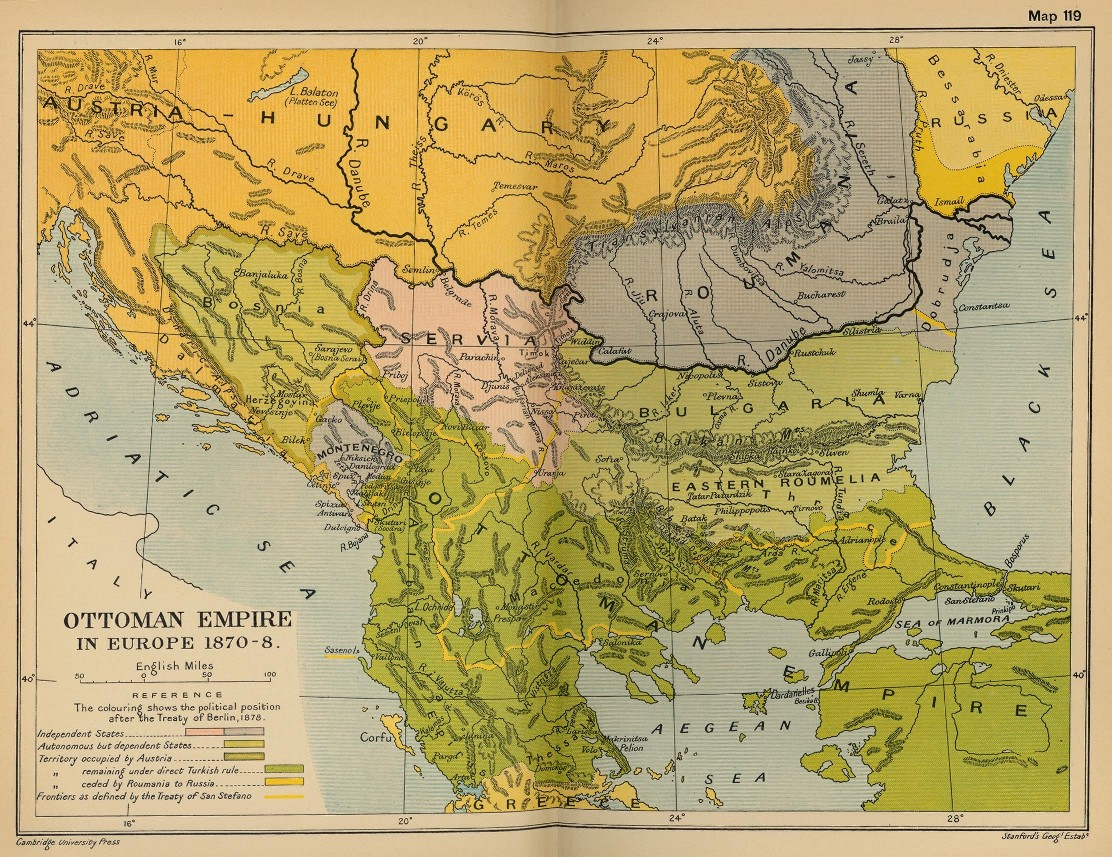
根据聖斯特凡諾條約和柏林条约划分的保加利亚国界

土耳其担心俄军进占君士坦丁堡向俄方求和，在1878年3月签署了《聖斯特凡諾條約》，割让领土建立了覆盖巴尔干大部分地区的保加利亚。根据条约，俄军最初会驻扎在保加利亚之内，所以新国家将会成为俄国的附庸国。奥斯曼在欧洲的其他领土也会取得独立，而俄国则会取得另外一些领土。英国人并不接受这一条约，发出抗议并且希望俄国会参加俾斯麦提出的柏林会议。内阁讨论了迪斯雷利提将印度部队部署在马耳他再转运到巴尔干，并且动员的提议。德比辞职以示抗议，职位由梳士巴利顶上。因为英国正在积极备战，所以俄国人和土耳其人同意在柏林协商。
会议召开之前，英俄双方在1878年4月至5月进行了秘密谈判。俄方愿意在大保加利亚上作出让步，不过决心保留欧洲的比薩拉比亞、黑海东岸的巴統和卡尔斯。为了抗衡俄国的领土扩张，英国与奥斯曼谈判取得了塞浦路斯做海陆军基地之用。取得该岛后，迪斯雷利接受了俄国的领土扩张。
1878年6月至7月进行的柏林会议的中心是迪斯雷利和俾斯麦。普鲁士宰相后来在他人参观他家时说：“中间的是我君主的肖像，右边的是我妻子的肖像，而左边的则是比更士菲勋爵的肖像”。迪斯雷利在会议上以英文而不是至今仍是国际外交语言法文发言引起了一片喧嚣。按照其中一个说法，他之所以这样做是因为驻柏林大使奥多·罗素勋爵（Lord Odo Russell）为了避免他在与会者面前展现糟糕的法文，对他说大家都希望他这位英文大师以自己的语言发言。
迪斯雷利将详细工作交给梳士巴利，自己负责制造保加利亚统一的障碍。迪斯雷利不是总是如愿以偿：他希望巴統能够成为非军事化地区，但是俄国人坚持己见，并且在1886年加固了城镇。会议期间英奥双方公布了《塞浦路斯协定》（Cyprus Convention），令迪斯雷利再次成为轰动一时的人物。
迪斯雷利促成了土耳其必须在欧洲保留一定的领土以保卫达达尼尔海峡的共识。据说，迪斯雷利在俄国不愿让步时吩咐秘书为俄国代表召唤特别火车，方便他们返国开战。虽然俄国最终作出了让步，但是沙皇亚历山大二世后来还是说会议是“受俾斯麦统领的欧洲反俄联盟”。
1878年7月13日各国代表在柏林拉齊維烏宫签署了条约。英国的政府首脑就是在这时首次以“首相”身份签名。迪斯雷利和梳士巴利返国在德文和伦敦受到了英雄的待遇。首相在唐宁街10号门口收到了女王送来的花束。他告诉门前的人群，“梳士巴利和我为你们带回了和平——我希望是带有荣誉的和平。”女王意欲册封他为公爵，为他婉拒，不过他表示只要梳士巴利能获颁嘉德勋章，他就愿意接受相同殊荣。柏林流传着俾斯麦对迪斯雷利的赞誉，“Der alte Jude, das ist der Mann！”

#### 阿富汗及祖鲁战事

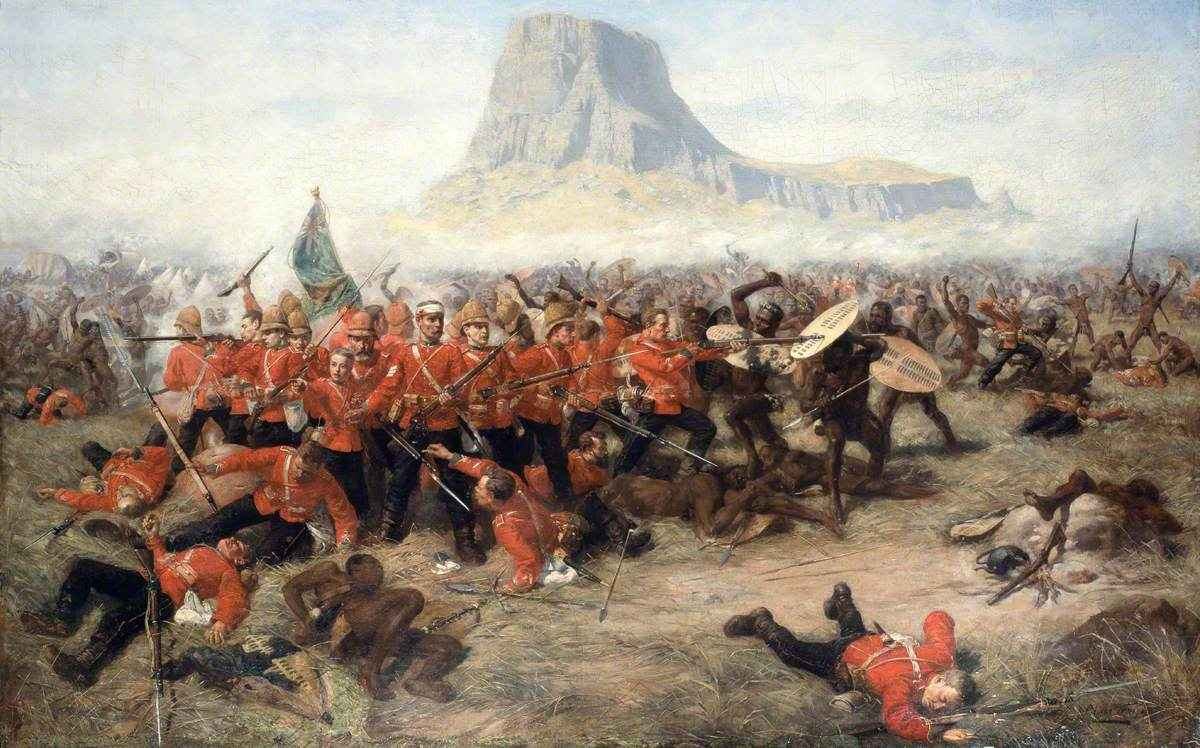
英军在伊散德爾瓦納戰役中作出的最后抵抗

会议完结几周之后，内阁考虑了发起大选利用民众情绪的可行性。当时的国会以七年一届，除了出现突发情况之外，一般都只会在第七年举行大选。迪斯雷利决定不提前发起大选的第一个原因是当时的国会在上届大选以后只维持了四年半的时间，第二个原因是当时并没有保守党将会大败的征兆。很多历史学家认为迪斯雷利不发起大选是一个巨大错误。不过，布莱克则认为当时的地方选举已经出现了不利保守党的结果，所以迪斯雷利选择等待并没有错过机会。
因为成功入侵印度的军队通常来自阿富汗，所以英国人在19世纪30年代以后，一直都在监视甚至有时干预阿富汗的事务，以防备俄国势力渗入中亚。1878年，俄国在喀布尔设立了使馆。阿富汗人并没有像英国人所希望那样抗拒俄国人。印度副王利顿勋爵擅自向阿富汗人发出了最后通牒，要求他们接受英国使团并且驱逐俄国代表。他没有理会首相的警告，坚持执行自己的计划。因为对方没有作出回应，所以由罗伯茨勋爵指挥的英军发动了进攻。英国人在轻松地击败敌军后，不但安插了统治者，还留下了使馆和驻军。
英国的南非政策是鼓励以英国人为主的开普殖民地、纳塔尔殖民地和布尔人为主的南非共和国、奧蘭治自由邦结成联邦。开普殖民地总督巴特尔·弗里尔爵士（Sir Bartle Frere）认为土著部落不承认英国政府，联邦就不能建成。他向祖鲁人提出了要求，收到了意料之中的回拒。弗里尔在最后通牒即将过期之前才向政府汇报了他的行动。迪斯雷利唯有支持他的行动，并且在1879年1月初派出援军。在援军到达之前，一支行军极快隐蔽极佳的祖鲁军团（Impi）在1月22日突袭了英军营地。过千英国及殖民地部队在伊散德爾瓦納戰役阵亡。英军战败的消息在2月12日才抵达伦敦。迪斯雷利写道，“恐怖的灾难直达我的内心”。他批评了弗里尔，不过没有将他撤职，受到了各方非难。迪斯雷利任命嘉內德·沃爾斯利爵士为高级专员和总指挥与祖鲁人交战。英军最终在1879年7月4日的烏倫迪之役彻底击败了祖鲁人。
1879年9月8日，喀布尔使馆的路易斯·卡瓦那里爵士（Sir Louis Cavagnari）和其他使团成员为叛乱的阿富汗士兵所杀。罗伯茨展开了为时六周的远征惩罚阿富汗人。

### 1880年大选
1874年大选后格莱斯顿以格林尼治（Greenwich）议员身份回到国会。他在选举中得票第二，在保守党候选人之后，所以结果对他而言不像胜利而像失败。1878年12月，他得到了自由党爱丁堡郡（Edinburghshire）下届大选候选人提名。爱丁堡郡又名中洛錫安郡（Midlothian），是苏格兰的一个小型选区，由两个贵族——分别是保守党党员巴克卢公爵（Duke of Buccleuch）和自由党党员羅斯伯里伯爵控制。羅斯伯里既是迪斯雷利的朋友，也是格莱斯顿的朋友。他在到了美国进行考察后，认为英国政治人物也可以使用当地的竞选活动方法。格莱斯顿在1879年1月接受了他的建议，展开了中洛錫安宣传（Midlothian campaign）活动，在全国各地向民众演讲批评迪斯雷利。
对保守党不利的因素还有恶劣天气引致的农业歉收。四个连续的潮湿夏季对农业造成了极大的负面影响。谷物法取消后，农民不再可以像以往一样提高价格弥补损失，因为从美国入口的谷物令价格一直保持在低位。其他欧洲国家采用了保护政策应对类似困境，有人向迪斯雷利作出恢复谷物法的建议，为他所拒绝，因为谷物法会提高生活价格导致城市工人阶级不满。保守党在经济困顿的环境里面失去了很多农民的支持。
1879年，迪斯雷利的身体状态继续恶化。因为抱病在身，他在11月参加于市政厅举行市长大人晚宴时迟到了四十多分钟。虽然很多人指出他的外表十分健康，但是这个外表是他尽了极大努力才得以维持的，当他告诉出席者他准备在明年再度参加晚宴时，很多人发出了笑声。格莱斯顿随后又进行了他的宣传活动。虽然迪斯雷利在公开场合表现得十分自信，但是他在私下里已经估计到保守党将会在下届大选失败，开始考虑首相辞职授勋名单（Prime Minister's Resignation Honours）人选。
虽然保守党党员笼罩在悲观气氛之中，但是他们在1880年初受到了一点鼓舞——保守党候选人在自由党据点南华克（Southwark）的补选中取得了意外胜利。内阁因此下定决心要执政到国会解散为止。三月初他们重新考虑了策略，决定尽早展开竞选活动。3月24日，议会解散。一个星期之后首个选区开始投票。
迪斯雷利没有公开参与竞选活动，因为贵族并不适宜发表演说影响下院选举。另外两个保守党领袖——梳士巴利和印度事务大臣克兰布鲁克勋爵（Lord Cranbrook）也因此不能向民众演讲。和预测不同，保守党不但遭到了失败，而且被自由党抛离。自由党取得了大约50席的绝对优势。

## 病逝
迪斯雷利知道这将是他最后一次任相，没有因为失败而加罪于人。他告诉布拉德福德勛爵夫人他离任的工作和上任的工作一样多，而且比较苦闷。女王因为他败选而感到苦闷。在1880年4月21日辞职前，他提交了他自己的私人秘书蒙塔古·科里（Montagu Corry）也包括在内的授勋名单。
回到休伊登后，迪斯雷利对自己的失败进行了反思，并且继续创作《恩迪彌翁》（Endymion）。他在1872年就开始写这本小说，但没有完成就因为1874年大选而停笔。1880年11月，他在迅速完成撰写工作后，出版了小说。他透过中间人继续和维多利亚女王保持通讯。1881年1月国会复会后，他在上议院担任保守党领袖，企图适度影响格莱斯顿的立法程序。
患上哮喘和通风后，迪斯雷利一直避免到户外活动，以避免病情恶化。3月，他又染上了支气管炎，除了在26日出门和梳士巴利等保守党领导人会面之外，他一直卧病在床。他的朋友敌人都在他弥留之际前来探望他。迪斯雷利婉拒了女王来访他家，“她只会请我向阿尔伯特传话。”4月5日，他收到了女王的最后一封来信，几乎失明的他在拿着信件片刻后请枢密院委员巴林顿勋爵（Lord Barrington）读出其中的内容。其中一封签名是“一个工人”的信件让他十分高兴，“不要死，我们不能没有你。”
医生为了避免影响公众，在迪斯雷利病危的情况下，发布了乐观的消息。时任首相格莱斯顿多次要求调查对手的病况，并且在日记中写道，“愿上帝在他的枕边。”公众对前任首相的求生搏斗有极大兴趣。迪斯雷利习惯在复活节接受圣礼。不过他的朋友和家人担心接受圣礼会导致他失去求生意志，所以没有按照他的习惯让他接受圣礼。复活节后的星期一早上他开始语无伦次，然后陷入昏迷。虽然有谣言指他的逝世前所咏诵的是犹太教申述对上帝的笃信的施玛篇（Shema），但是迪斯雷利受确认的遗言是“我想活但不怕死”。
迪斯雷利的遺囑執行者担心太多人群会前来致敬，所以没有安排公开的葬礼。4月26日，在休伊登举行的葬礼的丧主是最终得到这个庄园的迪斯雷利兄弟拉尔夫（Ralph）和侄子科宁斯比（Coningsby）。女王非常悲伤，考虑了册封拉尔夫或科宁斯比为贵族以纪念他的可能性，不过她最终打消了念头，因为两人不适合取得爵位。她受礼仪所限，不能参加他的葬礼，但仍然送出了報春花。她在葬礼结束四日后到墓地摆放了一个花环。
迪斯雷利与妻子同葬于休伊登圣米迦勒及诸天使教堂（Church of St Michael and All Angels）的一个墓室。教堂里面还设有一个由维多利亚女王树立的纪念高坛。他的遗作由私人秘书罗顿勋爵处理。迪斯雷利的墓室里面也存放着詹姆斯·布里奇斯·威廉斯（James Brydges Willyams）的妻子莎拉（Sarah）的遗体。迪斯雷利一直莎拉进行通讯，坦白地讨论政务。1865年她在逝世后给迪斯雷利留下一笔遗产帮助了他还清债务。迪斯雷利的遗产价值84,000英镑。
迪斯雷利在西敏寺内有一个纪念碑，它是由格莱斯顿在下院演讲纪念他时提议树立的。格莱斯顿为了避免尴尬没有出席迪斯雷利的葬礼。他的演讲一如公众所料，赞扬了迪斯雷利的品质，但没有谈及他的政治观点，成为此类演讲的模范。

## 影响

### 文学

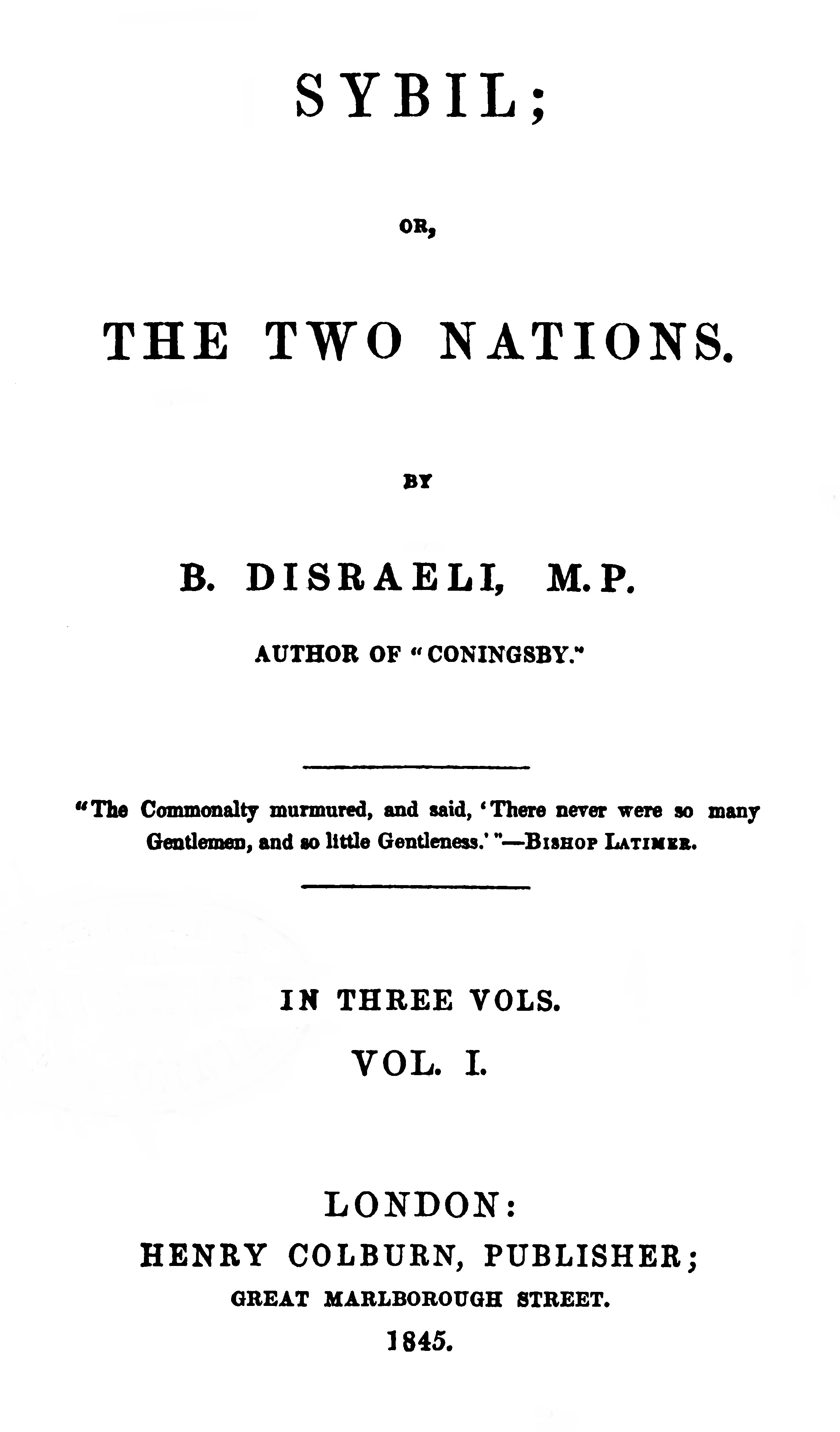
西比尔第一版书名页

布莱克评价说迪斯雷利“写出了一个极好的诗篇，一个差得难以置信的五幕无韵悲剧。除此之外他写了一篇政治理论论文和一部优秀的政治传记——《乔治·本廷克勋爵生平》···非常公允准确。”不过决定迪斯雷利文学成就的是小说。他的小说的批评意见一开始就是分开的。R·W·斯图尔特（R W Stewart）观察到评论迪斯雷利小说总是有两个标准，一个是政治的，另一个是艺术的。批评家Robert O'Kell同时用两个标准评论了他的作品，“即使你是坚定的托利党党员也不可能当迪斯雷利是一流的小说家。同样，即使你厌恶他作品的浮夸，也不可能称他为无足轻重的作家。”
迪斯雷利早期的“银叉”小说《維維安·格雷》和《年轻的公爵》的特点都是描述了浪漫化的贵族生活，刻画了略加掩饰的知名人物。他早期的部分作品也描绘了他自己和他自己的拜伦式双重性格：既是一个浪漫的诗人也是一个大胆的行动者。他最有自传色彩的作品是严肃但效率不佳的小说《孔塔里尼·弗萊明》。批评家威廉·库恩（William Kuhn）认为迪斯雷利的小说可以当成“他从来没有写过的回忆录”那样来读，它们透露了一个受到维多利亚时代社会规范拘束的政治人物的内在生活。
布莱克称另外一部19世纪30年代的小说《阿爾洛伊》“赚钱但枯燥无味”，而其他同时代的小说《伊斯坎德尔的崛起》（The Rise of Iskander）、《地狱的婚姻》（The Infernal Marriage）、《天堂的伊克希昂》（Ixion in Heaven）则影响很小。他下一部成功作品是《亨利埃塔·坦普爾》。小说按照他和亨利埃塔·賽克斯的感情，讲述了一个负债累累的年轻男子在权益婚姻和激情之间作出抉择的故事。《維尼夏》则是一部为钱而写的次要作品。
19世纪40年代迪斯雷利创作了一个带有政治主题的三部曲。布莱克认为迪斯雷利的《科寧斯比；或，新世代》（Coningsby; or, The New Generation）“在小说类作品中加入了政治元素，表明了自己的信念：英国未来成为世界强国的关键在于有一群年轻、充满理想的政治人物，而不在于有一帮自满的守旧卫士。”在《科寧斯比》之后的是另一部政治小说《西比尔；或，两个民族》，和前作相比更加现实、目光锐利。次标题“两个民族”是指具有巨大经济社会差距的特权精英和贫穷工人。三部曲的最后一作《唐克列德；或，新十字军》则强调了国教会在重振国家萎靡不振的精神方面担当的角色。
迪斯雷利最后两部完成小说是《洛塞爾》和《恩迪彌翁》。丹尼尔·R·施瓦茨（Daniel R Schwarz）称前者是“迪斯雷利意识形态的天路历程”，讲述了一个内容与圣公会、天主教教会角色有关的政治故事。《恩迪彌翁》虽然以辉格党党员为主角，但是结尾说明了迪斯雷利本人的经济政策和政治信念。迪斯雷利一直在著作里面用稍加改动的角色嘲笑自己的敌人：《恩迪彌翁》中的圣巴布（St Barbe）普遍被视为讽刺威廉·梅克比斯·薩克萊的角色——三十年前，薩克萊在《笨拙杂志》（Punch）冒犯了迪斯雷利。迪斯雷利的遗作《法尔科内》（Falconet）的同名死板中心人物，毫无疑问是讽刺格莱斯顿的角色。

### 政治
迪斯雷利病逝后，梳士巴利开始了他长达二十年的领袖生涯。保守党在此期间都在强调已逝领袖的“一国保守主义”，说明保守党和城市精英自由党不同，和工人阶层享有同一信念。比如说，迪斯雷利经常强调提高市区工人的生活质素重要性。保守党试图勾起工人阶级对迪斯雷利记忆，因为他和工人的关系据说非常融洽。20、21世纪的历史学家重新评估了他这一方面的政策。1972年，B·H·阿博特（B H Abbott）指出不是迪斯雷利而是伦道夫·丘吉尔勋爵发明了“托利民主主义”（Tory democracy）这个词汇，不过将它变成保守党政策和哲学必要部分的人仍然是迪斯雷利。2007年，帕里写道，“托利民主主义的神话在20世纪60年代经过学术研究的详细审视后不复存在，他们展示了迪斯雷利对推动社会立法方面只有很少兴趣，在处理1867年的议会改革时非常灵活。”尽管如此，帕里仍然认为现代保守党之父是迪斯雷利而不是皮尔。保守党政治人物、作家韓達德在2013年指出，“[迪斯雷利]不是一个一国保守主义者——不单单是因为他从未使用这个词汇。他完全反对其中的概念。”
迪斯雷利扩张大英帝国的热情也被视为他吸引工人阶级选民的原因之一。在他取得保守党领导权之前，帝国主义一直是自由党党员——当中最为著名的是巴麦尊的政策，而保守党对此总是有所抱怨。迪斯雷利令保守党变成了最为支持帝国和军事行动以巩固地位的政党。迪斯雷利倾向于这一思想，一部分原因是因为他视之为保守党的优势，另一部分原因他想和厌恶帝国扩张的格莱斯顿对抗。布莱克称迪斯雷利的帝国主义“决定了保守党在多年之后的走向，而他所开创的这个传统可能是保守党在那个世纪最后二十几年里面赢取工人阶级支持的最大资本”。部分历史学家认为迪斯雷利对帝国和外交的取态背后有狼满的推动力：阿博特写道，“迪斯雷利在托利党神秘的御座、教会、贵族和人民概念后面加上帝国。”另一些学者在他的政策里面发现了实用的成份。为格莱斯顿作传的菲利普·马格努斯（Philip Magnus）比较了迪斯雷利和格莱斯顿的外交政策，指出迪斯雷利“从未真正理解崇高道德原则和他们在外交政策上的实际应用，推行的政策经常不但没有增进国家利益，更破坏政治稳定。”在帕里看来，迪斯雷利的外交政策“可以视为空中的巨型城堡，或者是强迫英国商人阶层清楚认识欧洲政治现实的过迟尝试。”
迪斯雷利在生时他的对手甚至他的朋友和盟友都会质疑他是否真正信仰他自称拥护的观点，或者是这些观点有没有被他当作成为终身政治人物的条件所采纳，他是不是装腔作势地鼓吹自己不信仰的观点。约翰·曼纳斯勋爵在1843年青年英格兰运动进行时写道，“如果我能说服自己迪斯雷利相信他自己所说的话，我将会更加高兴：他的历史观点和我非常相同，但是他真的相信他们吗？”布莱克在1966年指出这个问题在以往不能回答，现在回答更是不可能了。然而，保罗·史密斯（Paul Smith）在讨论迪斯雷利政治观点的杂志文章里面说，争论他的思想也是一并争论了他几乎长达半个世纪的政治生涯，而“不可能将它仅仅当作罪犯进入英国政治殿堂的工具。”
斯坦利·温特劳布（Stanley Weintraub）在他所作的迪斯雷利传记中指出，他的题材人物为英国迈向20世纪作出了极大贡献，在受到自由党对手格莱斯顿的阻碍的情况下，通过了19世纪其中一个最伟大的改革法令。“他将女王抽出居喪，将她变成国家象征，创造托利民主主义气候，协助英国保留了君主立宪制。他为英国铰接了一种持续到二战的帝国角色，并且将不时自我孤立的英国带入协调之中。”
弗朗西斯·沃尔什（Frances Walsh）评论了迪斯雷利在公众生活中的多个层面：
迪斯雷利逝世后，他在保守党的万灵殿里的地位，仍然存在争议。迪斯雷利迷倒了时人、划分了时人的政治观点。他被很多人，包括他的一些同僚视为一个冒险家，一个骗子，但是，也有人视他为目光长远的爱国政治家。作为演员的他，在政治舞台上扮演过众多角色：拜伦式英雄，文人，社会批评家，议会内的演奏家，休伊登的乡绅，皇室成员的好友，欧洲政治人物。他特殊、复杂的性格给研究他的历史学家和传记作家带来了一个挑战。

## 註解
1. ↑  1824年后改名为西奥博尔德街；[2]现时西奥博尔德街22号装有纪念牌匾以标示出迪斯雷利的出生地。[3][4]
2. ↑  迪斯雷利母亲的祖先包括卡斯提尔最后一个高昂Isaac Aboab、卡多佐家族的成员、罗斯柴尔德家族的成员和其他重要家族的成员；泰晤士报称迪斯雷利称有“一些犹太人中最佳血统”。[7]
3. ↑  莫尼彭尼称他当时的年龄是“最多六岁”；而帕里则写道他在1810年或1811年入学；[13]希伯特和雷利都明确地表示他当时的年龄是六岁。[14][15]库恩则认为他当时只有四岁。[16]
4. ↑  教友在未经艾萨克同意下将他选为教会执事。出于担任执事会妨碍他进行文学研究、他的思想比主流团体自由等原因，他拒绝出任这一职位。他因此被教会罚款40英镑。他拒绝缴交罚款。[18]
5. ↑  包括迪斯雷利的对手在内的一些人继续在他的姓氏内加上省略号。1846年，林肯勛爵向羅伯特·皮爾爵士寫信时，就称他为“D'Israeli”。[29]皮尔也跟从他的做法。[30]泰晤士报沿用了旧的拼写方法几年。[31]就算到了19世纪70年代迪斯雷利生涯即将结束之时，仍然有人採用舊的寫法。[32]
6. ↑  梅雷迪特死後，薩拉終身未婚，完全獻身於家庭。[48]
7. ↑  當時英國只有七分之一的男性有權投票。[51]爭取改革的人希望選民財產資格能夠合理化和自由化，並且取消不具代表性又受到地主操控的選區。[52]
8. ↑  布萊克指“三人間的真正關系很難分辨清楚”[57]但他和後來的傳記作家布拉德福德和帕里一樣，肯定亨利埃塔與迪斯雷利有一段戀情。布拉德福德指出兩人對對方“毫無保留”。[58]
9. ↑  演说充满挑衅性的结尾有多个流传版本。泰晤士报议会报道的是第三人称的：“他现在会坐下，不过，你们终有一日会听他演讲。”[75]布拉德福德的版本是：“我现在坐下，不过，你们终有一日会听我演讲。”[76]布莱克的版本则是：“我现在会坐下，不过，你们终有一日会听我演讲。”[77]
10. ↑  布莱克推测，迪斯雷利被人忽略的原因，既可能是他和亨利埃塔·赛克斯之间有丑闻，也可能是斯坦利勋爵对他有怀疑。布莱克认为，他在这时资历还太浅，政治影响力还太弱。而且，皮尔要预留位置给党内的要人，根本没有余下的职位留给迪斯雷利。[82]当时令迪斯雷利闻名的是他怪异的衣着方式。他身上经常有紫色的大衣、围巾，歌剧院长手套，褶边的恤衫等怪异的衣物。
11. ↑  “保守党”这个称呼在19世纪30年代开始用得越来越频繁，在1837年的大选中托利党更极力促进大众使用这个称呼。[83]在此之后，两个称呼同时存在，不过这两个称呼在40年代被视为是可以互相替换的。[84]历史学家罗伊·道格拉斯写道，“认为辉格党和托利党在19世纪30年代开始分裂，而在60年代末前自由党和保守党都未是完全可以辨明的政治组织，可能是最安全的想法。”[85]迪斯雷利在40年代因为反对皮尔派，开始运用“保守党”这一称呼。[86]
12. ↑  迪斯雷利在国会审议财政预算案时以为布莱特、理查德·科布登和托马斯·米尔纳·吉本森最终会加入政府换取对激进分子的支持。[89]
13. ↑  某些现代历史学家认为，皮尔认识到自由贸易到来是无可避免的，所以以舒缓爱尔兰大饥荒为便利托辞转移保护主义者的注意力，不过他仍然在党内受到了强烈的反对。[92]
14. ↑  在上议院的26个主教和大主教，有23个支持法令，17个反对法令。
15. ↑  管理委员会主席埃伦伯勒勋爵因为监管印度政府的问题而辞职。[134]
16. ↑  格莱斯顿的这一举动震惊了不少人。他将时任财政大臣调到内政部。他还用了原任内政大臣的亨利·布鲁司取代里彭勋爵担任枢密院议长。[165]
17. ↑  迪斯雷利如此说大概是想让人回想起罗素在克里米亚战争爆发前说的不详说话，“不能同时保住荣誉的维持的和平不是和平。”[216]1938年，内维尔·张伯伦在说自己带回“我们时代的和平”之前，说他是第二个将带有荣誉的和平从德国带回英国，另人再次想起迪斯雷利的说话。[217]
18. ↑  意为“这个老犹太就是大人物！”
19. ↑  19世纪的政党划分工作不如后来精确，所以两党的席位数量有不同的说法。当时有652个下院席位，按照布莱克的数据，其中353席属于自由党，238席属于保守党，另外61席属于爱尔兰自治联盟。[231]布拉德福德的数据是353席、237席和62席[232]奥尔德斯的数据是347席、240席和65席。[233]
20. ↑  1968年，詹姆斯·D·梅里特进一步提出迪斯雷利的攻击目标是湯瑪斯·卡萊爾。[260]

## 延伸阅读
- Abbott, B H. . London: Collins. 1972. ISBN 0-00-327210-9.
- Aldous, Richard.  first American. New York: W W Norton & Company. 2007 [2006]. ISBN 978-0-393-06570-1.
- Blake, Robert. . New York: St Martin's Press. 1967 [1966]. OCLC 400326.
- Blake, Robert. . London: Weidenfeld and Nicolson. 1982. ISBN 0-297-77910-9.
- Bradford, Sarah. . New York: Stein and Day. 1983. ISBN 0-8128-2899-2.
- Conacher, J B. . New York: John Wiley and Sons. 1971.
- Davis, Richard W. . London: Hutchinson. 1976. ISBN 0-09-127690-X.
- Dickins, Gordon. . Shrewsbury: Shropshire Libraries. 1987. ISBN 0-903802-37-6.
- Disraeli, Benjamin; Helen and Marvin Swartz (eds). . London: Hamish Hamilton. 1975. OCLC 471699820.
- Disraeli, Benjamin; J A W Gunn and M G Weibe. . Toronto and London: University of Toronto Press. 1982. OCLC 59238073.
- Douglas, Roy. . London and New York: Hambledon and London. 2005. ISBN 0-8264-4342-7.
- Gash, Norman. . Totowa, NJ: Rowman and Littlefield. 1972. ISBN 0-87471-132-0.
- Glassman, Bernard. . Lanham, MD: University Press of America. 2003  [2014-03-25]. ISBN 0-7618-2472-3. （原始内容存档于2013-12-08）.
- Harris, Robin. . London: Bantam. 2011. ISBN 0-593-06511-5.
- Hibbert, Christopher. . London: HarperCollins. 2004. ISBN 0-00-714717-1.
- Jenkins, Roy. . New York: Random House Trade Paperbacks. 2002 [1995]. ISBN 0-8129-6641-4.
- Kirsch, Adam. . Jewish Encounters. New York: Schocken. 2008. ISBN 978-0-8052-4249-2.
- Kuhn, William. . London: The Free Press. 2006. ISBN 0-7432-5687-5.
- Magnus, Philip. . London: John Murray. 1954. OCLC 752967336.
- Monypenny, William Flavelle; Buckle, George Earle. . Volume I, 1804–1859. London: John Murray. 1929. OCLC 60091922.
- Parry, Jonathan. . Oxford: Oxford University Press. 2007. ISBN 0-19-921359-3. Text also available online at Oxford Dictionary of National Biography （页面存档备份，存于）
- Richmond, Charles; Paul Smith. . Cambridge and New York: Cambridge University Press. 1999  [2014-03-25]. ISBN 0-521-49729-9. （原始内容存档于2013-12-09）.
- Ridley, Jane. . London: Sinclair-Stevenson. 1995. ISBN 1-85619-250-4.
- Roberts, Andrew. . London: Phoenix. 2000 [1999]. ISBN 0-7538-1091-3.
- Schwarz, Daniel R. . New York: Barnes & Noble. 1979. ISBN 0-06-496124-9.
- Trevelyan, G M. . Boston and New York: Houghton Mifflin. 1913 [1900]. OCLC 493021686.
- Weintraub, Stanley. . New York: Truman Talley Books. 1993. ISBN 0-525-93668-8.